# 20. Oktober
Der 20. Oktober ist der 293. Tag des gregorianischen Kalenders (der 294. in Schaltjahren), somit bleiben 72 Tage bis zum Jahresende.

## Ereignisse

### Politik und Weltgeschehen
- 1314: Der Wittelsbacher Ludwig der Bayer wird von der Mehrheit der Kurfürsten zum römisch-deutschen König gewählt. Gegen den tags zuvor von den übrigen Kurfürsten zum König bestimmten Habsburger Friedrich der Schöne brechen alsbald kriegerische Auseinandersetzungen aus, die erst 1322 mit der Schlacht bei Mühldorf zu Gunsten Ludwigs enden.

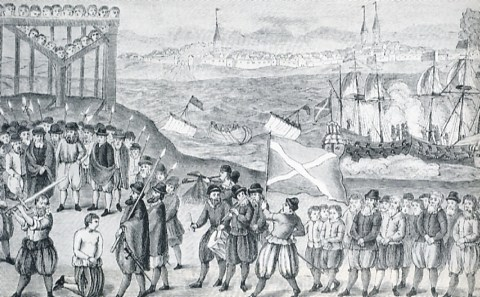
1401: Hinrichtung der Vitalienbrüder

- 1401: Auf dem Grasbrook in Hamburg werden Dutzende ehemaliger Vitalienbrüder, unter ihnen Klaus Störtebeker, enthauptet und die Köpfe zur Abschreckung aufgespießt.
- 1448: Die Zweite Schlacht auf dem Amselfeld, die am 17. Oktober begonnen hat, endet mit einer vernichtenden Niederlage des Kreuzfahrerheeres gegen die Osmanen unter Sultan Murat II.
- 1541: Kaiser Karl V. landet mit einer Flotte bei Algier, um den algerischen Korsaren das Handwerk zu legen. Ein Unwetter, das die Schiffe zerstreut, und schwere Verluste bei den gelandeten Truppen führen zur Heimkehr der Expedition.
- 1548: Alonso de Mendoza gründet an der Stelle der heutigen Ortschaft Laja die Stadt Nuestra Señora de La Paz. Drei Tage später wird ein Standort rund 25 km weiter östlich für die neue Siedlung gewählt und ein Teil der Dorfeinwohner dorthin verlegt, weil er besseren Schutz vor Wetterunbilden bietet.
- 1587: In der Schlacht von Coutras besiegen die Hugenotten unter Heinrich von Navarra ein Heer der katholischen Liga in Frankreich.
- 1650: Die seit 1644 ihr Amt führende schwedische Königin Christina wird gekrönt.
- 1655: Litauische Adelige unter Führung der Fürsten Radziwiłł sagen sich vom Königreich Polen los und stellen sich in der Union von Kėdainiai unter das Protektorat Schwedens
- 1696: Die russische Duma beschließt auf Wunsch von Zar Peter dem Großen den Aufbau einer Marine.
- 1714: Kurfürst Georg Ludwig von Braunschweig-Lüneburg wird als Georg I. in der Westminster Abbey zum König von Großbritannien und Irland gekrönt. Er begründet damit das Haus Hannover.

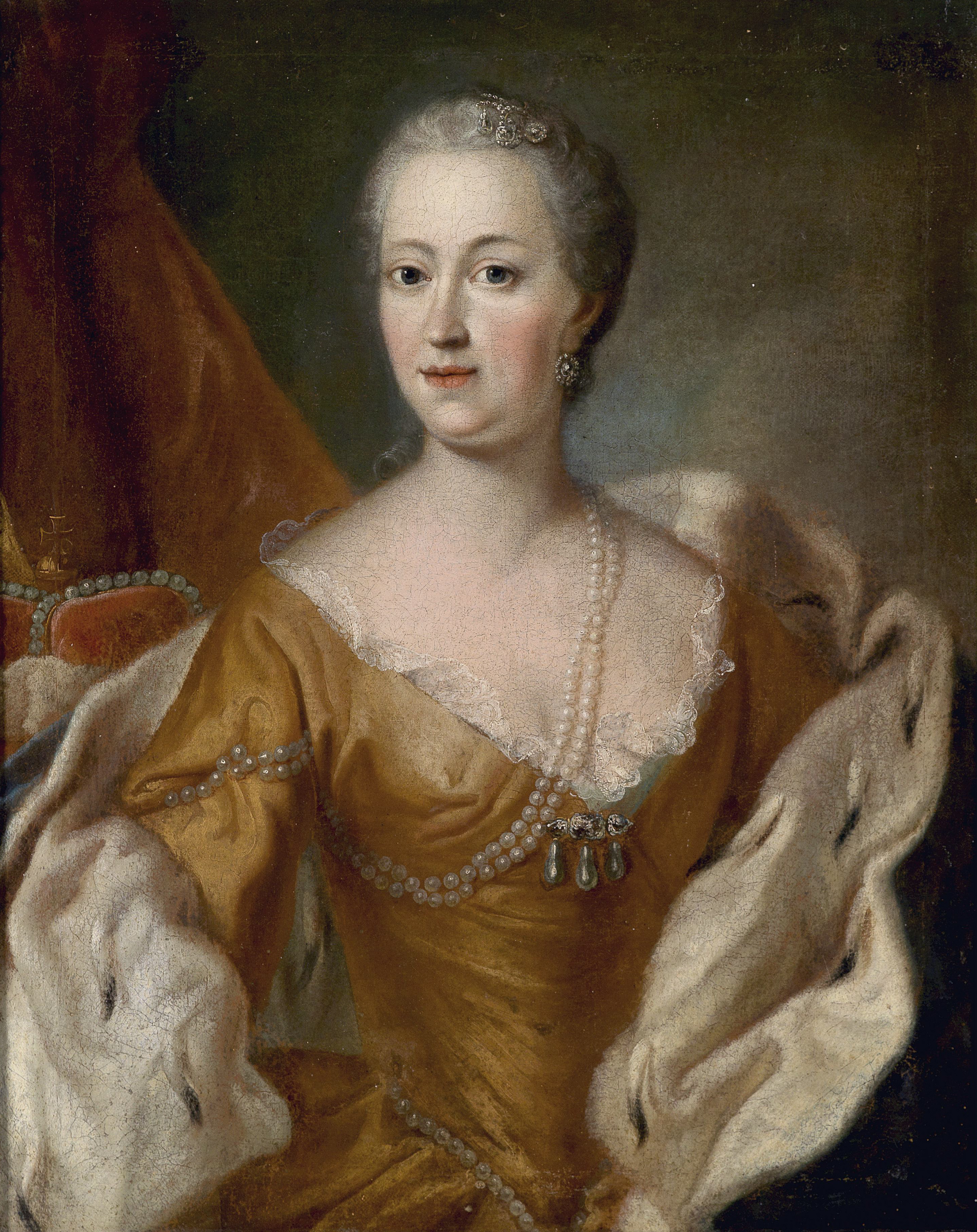
1740: Maria Theresia

- 1740: Maria Theresia wird zur Erzherzogin von Österreich und Königin Ungarns und Böhmens gekrönt. Die Nichtanerkennung der weiblichen Erbfolge im Sinne der Pragmatischen Sanktion durch Karl Albrecht von Bayern und andere deutsche Fürsten ist der Auslöser für den Österreichischen Erbfolgekrieg.
- 1800: Das Generalauditoriat der Preußischen Armee wird begründet.

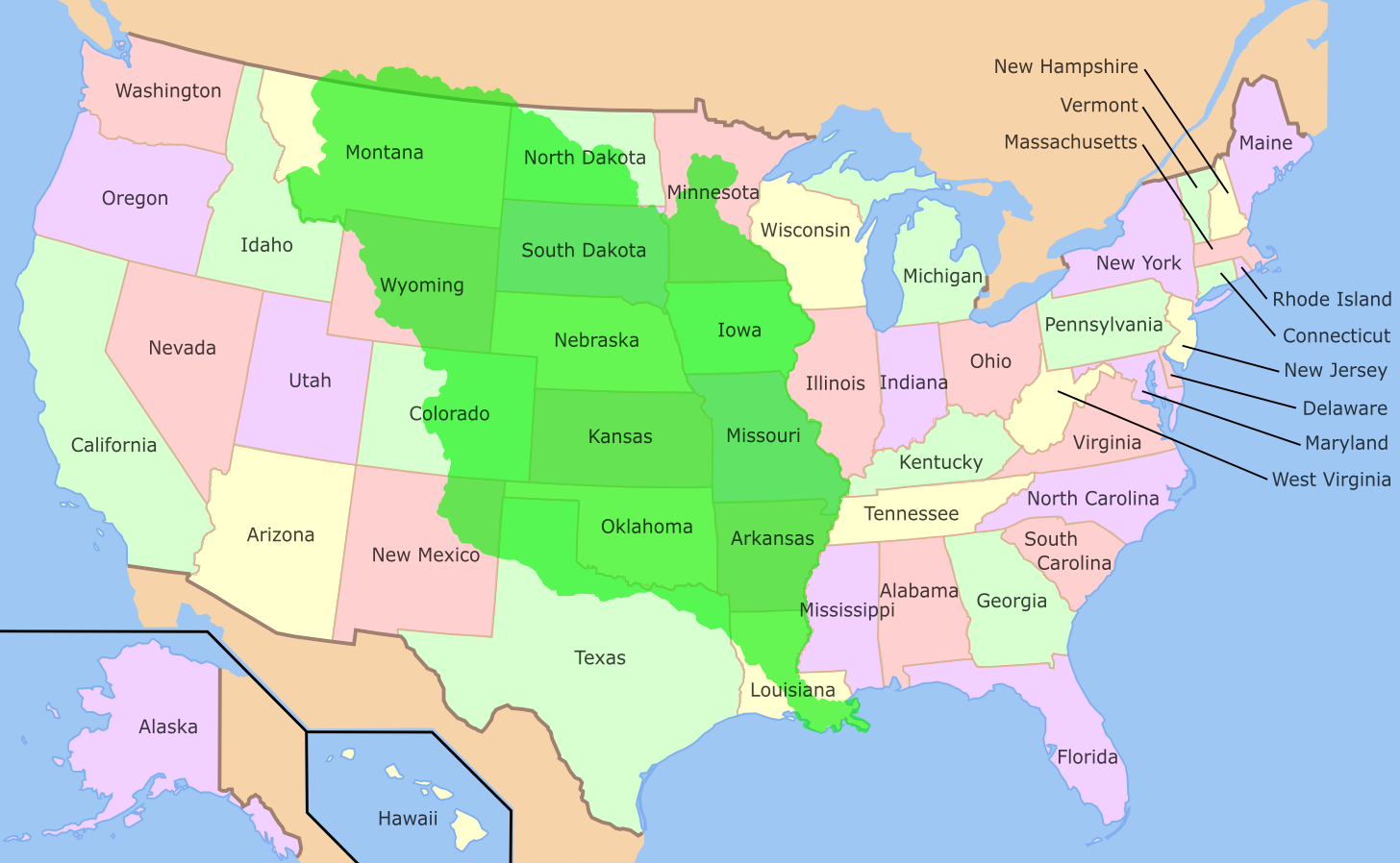
1803: Die im Louisiana Purchase verkaufte Kolonie Louisiana (grün)

- 1803: Der Senat der Vereinigten Staaten ratifiziert den Louisiana Purchase. Für 15 Mio. US-Dollar erwerben die USA damit die über 2 Millionen km² große Kolonie Louisiana von Frankreich.
- 1812: Der Bayerische Oberste Rechnungshof wird durch König Maximilian I. Joseph errichtet.
- 1818: Im Londoner Vertrag einigen sich die USA und Großbritannien auf den 49. Breitengrad als Grenze zwischen Kanada und den Vereinigten Staaten bis zu den „Stony Mountains“. Das Gebiet des Oregon Country westlich davon soll von den USA und Kanada gemeinsam genutzt werden. Daraus entstehen weitere Streitigkeiten.
- 1820: Der Troppauer Fürstenkongress beginnt, auf dem die europäischen Großmächte eine Verhaltensregel beim Aufkeimen republikanischer Ideen in Monarchien finden wollen. Revolutionäre Entwicklungen im Königreich beider Sizilien lassen diese Frage akut werden.
- 1822: Der beginnende Veroneser Kongress der Großmächte befasst sich mit der politischen Situation in Europa, in erster Linie mit einer Intervention im Spanien des Trienio Liberal.
- 1825: König Ludwig I. verfügt, dass sein Staat künftig Bayern und nicht mehr Baiern geschrieben werde.

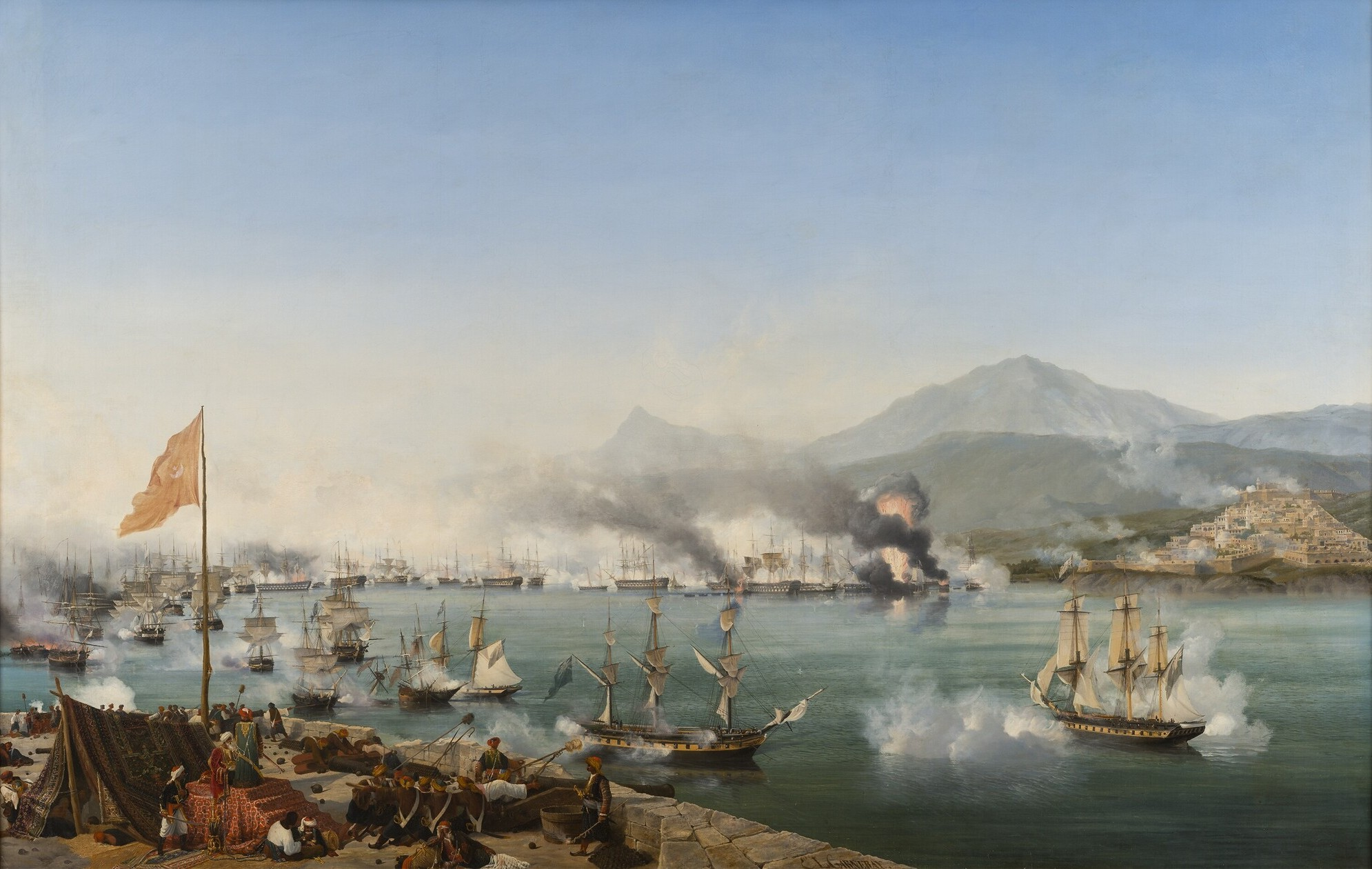
1827: Seeschlacht von Navarino

- 1827: Die Schlacht von Navarino markiert den Höhepunkt der Griechischen Revolution, an deren Ende Griechenland seine Unabhängigkeit vom Osmanischen Reich erlangt.

1841: Flagge von Yucatán

- 1841: Nach Streitigkeiten mit der mexikanischen Zentralregierung unter Antonio López de Santa Anna lässt Gouverneur Santiago Mendez alle mexikanischen Flaggen auf der Halbinsel Yucatán entfernen und erklärt die Unabhängigkeit der Republik Yucatán.
- 1860: Kaiser Franz Joseph I. erlässt das Oktoberdiplom, mit dem die konstitutionelle Monarchie im Kaisertum Österreich eingeführt wird.
- 1883: Der Vertrag von Ancón beendet den Salpeterkrieg zwischen Chile und Peru.
- 1891: Mit dem Erfurter Programm geht ein wichtiger Parteitag der SPD zu Ende, der einen Zwiespalt zwischen sozialistischer Theorie unter marxistischen Aspekten und realpolitischen Forderungen erzeugt.

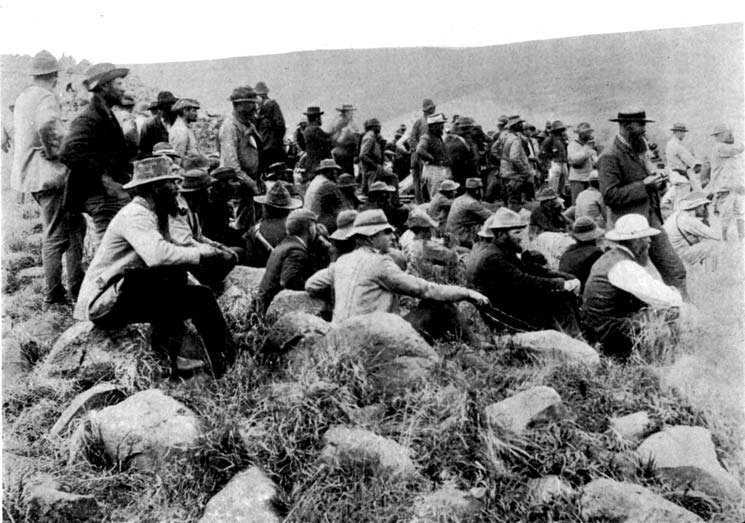
1899: Buren beobachten die Schlacht von Talana Hill

- 1899: In der ersten Schlacht des Zweiten Burenkrieges, der Schlacht von Talana Hill, besiegen die Briten die Einheiten der Burenrepubliken, erleiden jedoch hohe Verluste.
- 1904: Chile und Bolivien beenden mit einem Friedensvertrag den Salpeterkrieg endgültig. Zwanzig Jahre vorher war im Vertrag von Valparaíso schon eine erste Regelung erfolgt.
- 1914: Im Ersten Weltkrieg beginnt die Erste Flandernschlacht, in der die deutsche Armee versucht, nach dem Wettlauf zum Meer die Kanalhäfen Calais und Dünkirchen zu erobern. Die Schlacht dauert bis zum 18. November 1914.
- 1932: Gründung des Internationalen Jugendherbergsverbands
- 1934: Mit einer Razzia im Schwarzfischer, einem der schwulen Szenelokale der Stadt München, und im Glockenbachviertel beginnen die Nazis ihre deutschlandweite Verfolgung von Schwulen und Lesben. Vorwand ist die Empörung über den „Putschisten“ Ernst Röhm und seine relativ offen gelebte Homosexualität. An diesem Abend werden 145 Männer festgenommen, 39 von ihnen werden für mehrere Wochen in das Konzentrationslager Dachau verbracht.
- 1935: Nur 7.000 der ursprünglich 90.000 Soldaten der chinesischen Roten Armee unter der Führung von Mao Zedong erreichen Yan’an, das Ziel des Langen Marsches im Chinesischen Bürgerkrieg.
- 1941: Im Verlauf des „Unternehmens Taifun“ zwingen deutsche Truppen vor Moskau fünf sowjetische Armeen im Kessel von Wjasma zur Kapitulation.

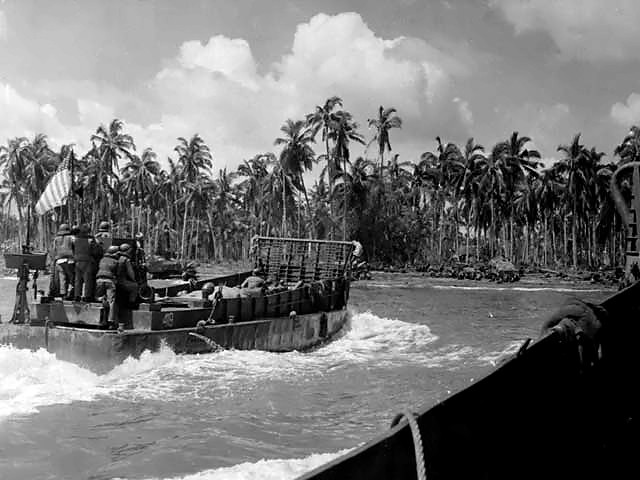
1944: Landungsboote vor Leyte

- 1944: Mit der Landung der amerikanischen Streitkräfte auf der Insel Leyte beginnt der erste Abschnitt der Rückeroberung der Philippinen im Pazifikkrieg. Die Schlacht um Leyte dauert bis zum 31. Dezember.
- 1944: Partisaneneinheiten erobern gemeinsam mit der Roten Armee im Zuge der Belgrader Operation im Zweiten Weltkrieg die jugoslawische Hauptstadt Belgrad.
- 1946: In der Sowjetischen Besatzungszone finden die letzten freien Landtagswahlen statt. In Berlin finden die bis 1990 letzten Wahlen für das gesamte Stadtgebiet statt.

1947: UN-Flagge

- 1947: Die Vereinten Nationen erhalten offiziell ihre Flagge in der heutigen Gestalt.
- 1952: In Kenia erklärt der britische Gouverneur Evelyn Baring, 1. Baron Howick of Glendale den Ausnahmezustand, begründet mit dem Mau-Mau-Aufstand.
- 1962: Chinesische Truppen überqueren die McMahon-Linie und dringen auf indisches Staatsgebiet vor. Damit beginnt der einen Monat dauernde Indisch-Chinesische Grenzkrieg.
- 1971: Willy Brandt erhält den Friedensnobelpreis.
- 1973: Im Zuge des Watergate-Skandals kommt es zum „Saturday Night Massacre“, bei dem US-Präsident Richard Nixon hintereinander zwei Justizminister feuert, weil sie sich weigern, den Chefermittler Archibald Cox zu entlassen. Erst der dritte Justizminister an einem Tag, Robert Bork, kommt Nixons Befehl nach.
- 1995: Die Agusta-Affäre führt zum Rücktritt des belgischen NATO-Generalsekretärs Willy Claes.
- 1999: Abdurrahman Wahid wird zum Präsidenten von Indonesien gewählt.
- 2000: In Florenz wird ein Europäisches Landschaftsübereinkommen von verschiedenen Staaten geschlossen, das der Kongress der Gemeinden und Regionen des Europarates initiiert hat. Bezweckt wird mit dem Vertragswerk der Kulturlandschaftsschutz.

### Wirtschaft
- 1831: Die vom spanischen König Ferdinand VII. gegründete Madrider Börse erlebt ihren ersten Handelstag.

### Wissenschaft und Technik
- 1607: Die ersten Studenten beginnen ihr Studium an der im Mai 1607 gegründeten Universität Gießen.
- 1880: Abraham Kuyper gründet die religiös orientierte Freie Universität Amsterdam. Bis in die 1970er Jahre hinein bewahrt sie ihre Ausrichtung aus der Gründungszeit.

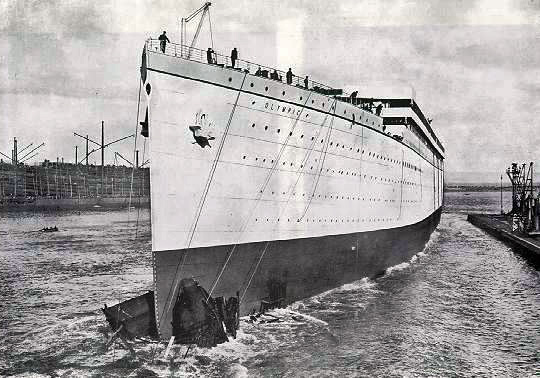
1910: Der Stapellauf der RMS Olympic

- 1910: Die Olympic, ein Schwesterschiff der Titanic und das einzige Schiff der Olympic-Klasse, das nicht einem Unglück zum Opfer fallen wird, wird vom Stapel gelassen.
- 1983: Der Meter wird in Paris von der 17. Generalkonferenz für Maß und Gewicht neu definiert als Strecke, die das Licht im Vakuum in 1/299.792.458 Sekunde zurücklegt.
- 2004: Das stärkste Erdbeben im norddeutschen Raum seit Beginn der seismischen Messungen erreicht morgens kurz vor neun Uhr den Wert von 4,5 auf der Richter-Skala. Das Hypozentrum liegt in 4500 Metern Tiefe in der Gegend von Neuenkirchen bei Soltau.
- 2018: Die Raumsonde BepiColombo, ein Gemeinschaftsprojekt der ESA und JAXA, zur Erforschung des Planeten Merkur, wird gestartet.

### Kultur
- 1704: Die Uraufführung der Oper Cleopatra von Johann Mattheson findet in Hamburg statt.

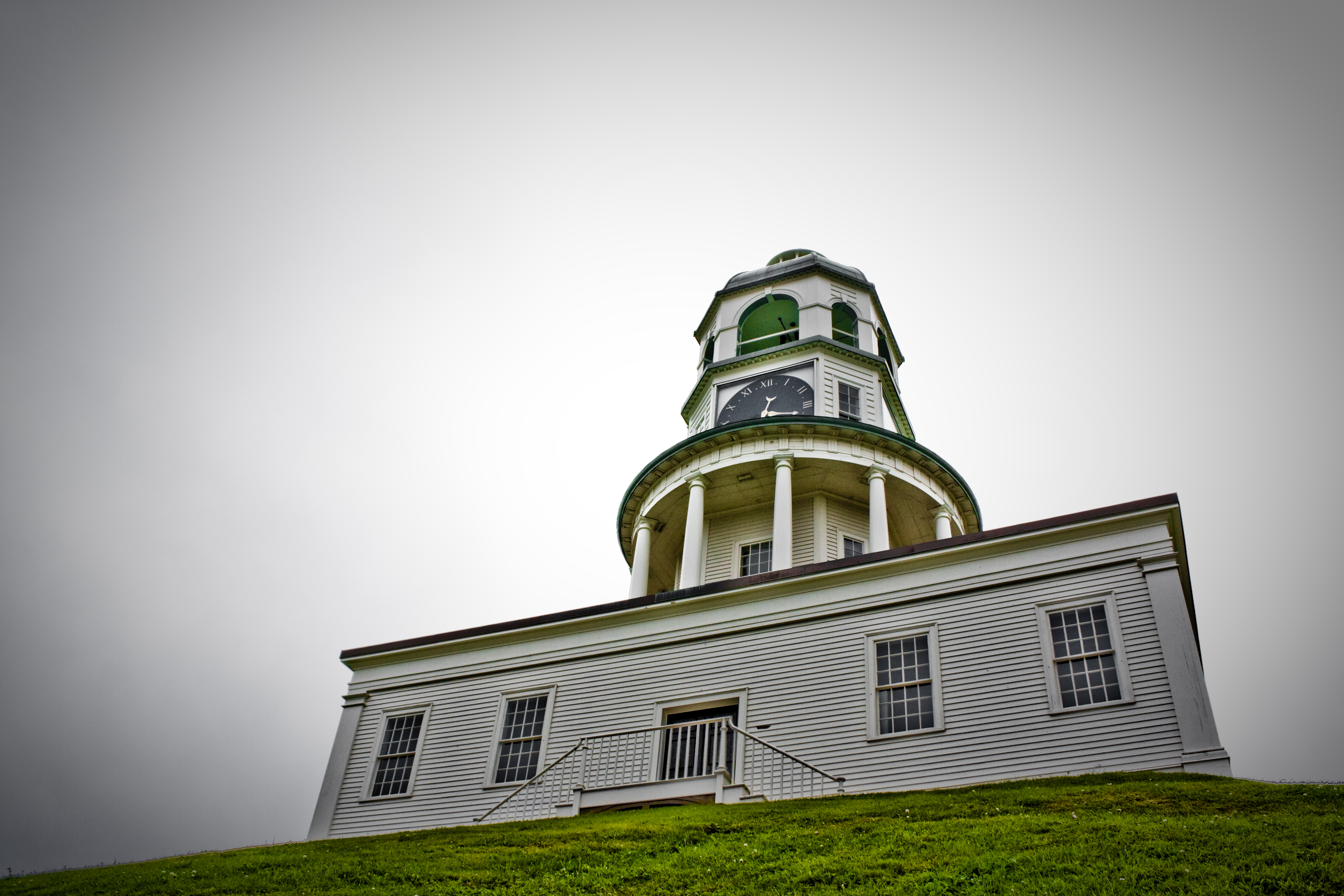
1803: Die Halifax Town Clock

- 1803: In Halifax wird der Uhrturm, das Wahrzeichen der Stadt, eröffnet.

1842: Uraufführung von Wagners Rienzi

- 1842: Richard Wagners tragische Oper Rienzi, der letzte der Tribunen wird am Königlichen Hoftheater Dresden uraufgeführt. Mit seiner dritten vollendeten Oper gelingt dem Komponisten der Durchbruch.
- 1874: Die wegen des geringen Erfolges des Originals vom Komponisten Bedřich Smetana überarbeitete Fassung der Oper Zwei Witwen wird in Prag sehr erfolgreich uraufgeführt.
- 1880: Im neu erbauten Salamonski-Zirkus findet in Moskau die erste Vorstellung statt. Er wird Jahrzehnte später zum Nikulin-Zirkus umbenannt.

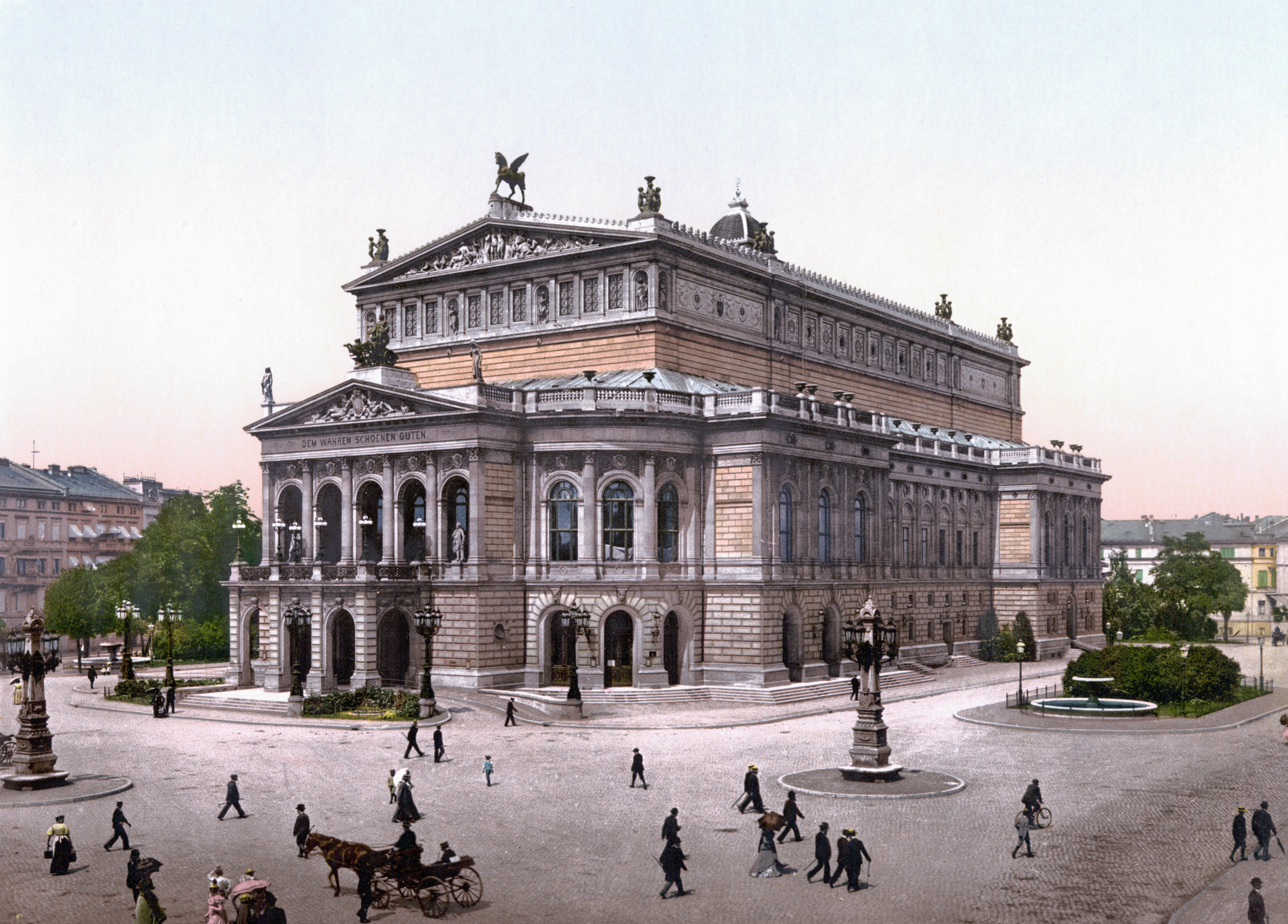
1880: Die heute als Alte Oper bekannte Oper in Frankfurt

- 1880: Die vom Berliner Architekten Richard Lucae entworfene Oper in Frankfurt am Main wird in Anwesenheit von Kaiser Wilhelm I. mit Mozarts Oper Don Giovanni eröffnet. Gleichzeitig wird der die heutige Alte Oper umgebende Platz in Opernplatz umbenannt.
- 1889: Die Uraufführung von Gerhart Hauptmanns Drama Vor Sonnenaufgang durch die Freie Bühne bedeutet den Durchbruch des Naturalismus im deutschen Theater und die feste Etablierung des bis dahin fast unbekannten Hauptmann als Dramatiker.
- 1898: In Frankfurt am Main wird die Musikalische Komödie Die Abreise von Eugen d’Albert nach der gleichnamigen literarischen Vorlage von August Ernst von Steigentesch uraufgeführt.
- 1953: Die „bairische Komödie“ Astutuli von Carl Orff wird an den Münchner Kammerspielen in einer Inszenierung von Hans Schweikart uraufgeführt.
- 1955: In Großbritannien erscheint mit Return of the King der dritte Teil von Tolkiens The Lord of the Rings.

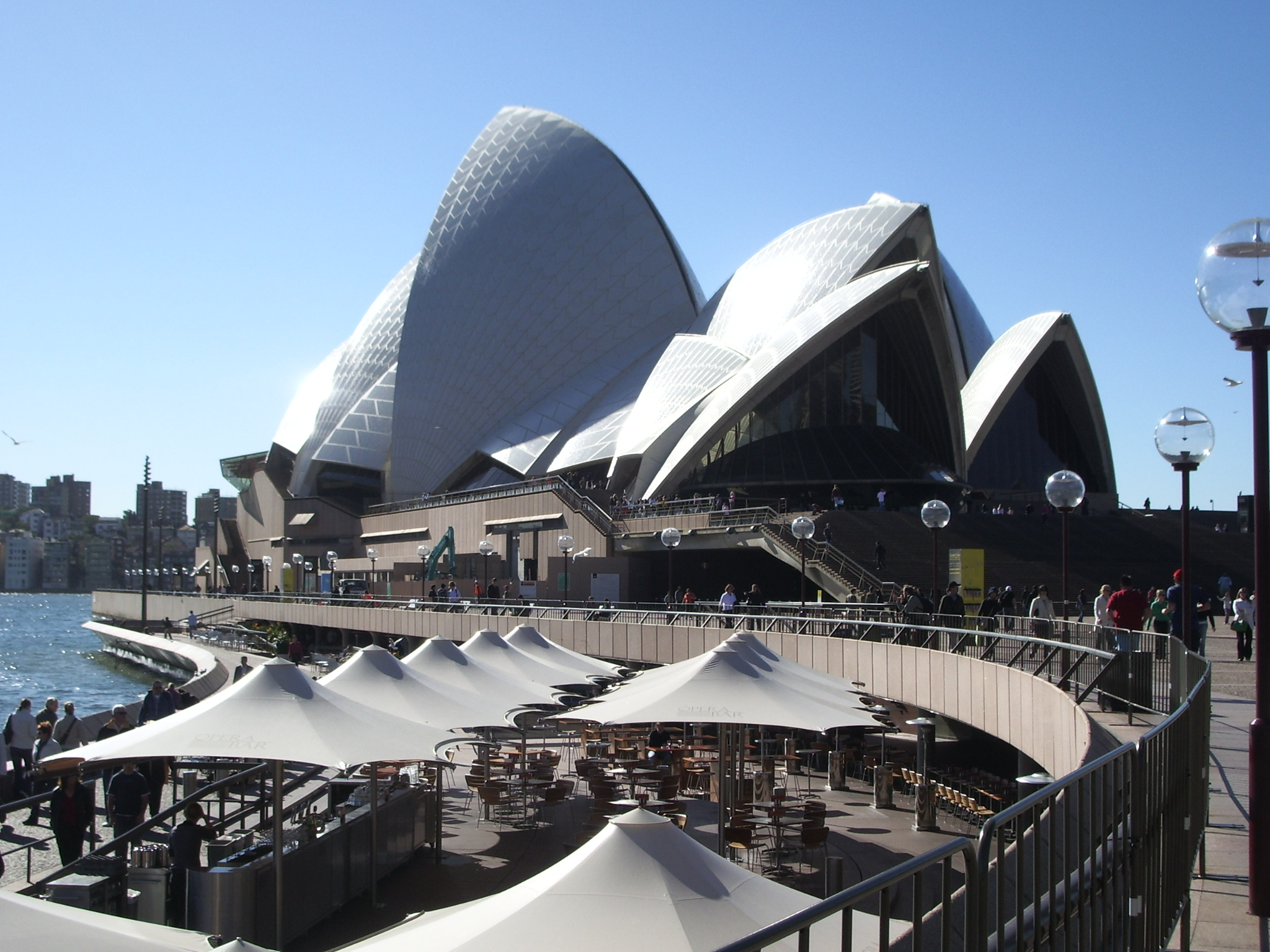
1973: Das Sydney Opera House

- 1973: Königin Elisabeth II. eröffnet das Opernhaus von Sydney. Die Eröffnung, bei der Beethovens 9. Sinfonie zur Aufführung gebracht wird, wird live im Fernsehen übertragen und mit einem großen Feuerwerk gefeiert.
- 1974: Das ZDF strahlt die erste Folge (Waldweg) der Krimiserie Derrick aus.
- 1995: Ein Kino in Mumbai führt zum ersten Mal den Hindi-Film Wer zuerst kommt, kriegt die Braut vor. Er wird dort seither ununterbrochen gezeigt.

### Gesellschaft
- 1967: Eduard Zimmermann startet im ZDF die Sendereihe Aktenzeichen XY … ungelöst.
- 1968: Der griechische Reeder Aristoteles Onassis und die US-Präsidentenwitwe Jacqueline Kennedy gehen die Ehe ein.
- 1996: Nach einer Mordserie an sexuell missbrauchten Kindern und der Aufdeckung von Ermittlungspannen in der Affäre um Marc Dutroux gehen 250.000 Belgier in Brüssel auf die Straße, um mangelhaftes Handeln der Exekutive anzuprangern.
- 2012: In Luxemburg erfolgt die kirchliche Trauung von Guillaume von Luxemburg und der Gräfin Stéphanie de Lannoy.

### Religion

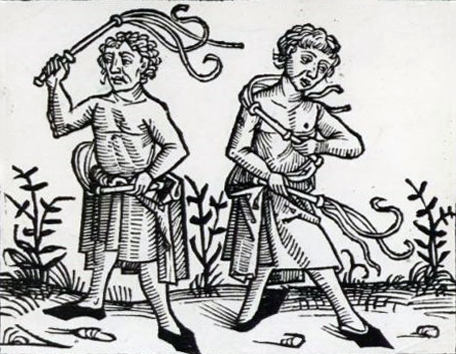
1349: Flagellanten

- 1349: Papst Clemens VI. verbietet die öffentlichen Geißlerzüge der Flagellanten.
- 1708: Die St Paul’s Cathedral in London ist fertiggestellt.
- 1870: Das I. Vatikanische Konzil wird auf unbestimmte Zeit vertagt und endet.

### Katastrophen
- 1948: Beim Absturz einer Lockheed Constellation in Prestwick, Schottland, kommen alle 40 an Bord befindliche Personen ums Leben, darunter mit dem niederländischen Luftfahrtpionier Koene Dirk Parmentier der Kapitän der Maschine.
- 1982: 66 Fußballfans sterben im Olympiastadion Luschniki in Moskau bei einer Massenpanik nach dem UEFA-Pokal-Spiel Spartak Moskau gegen HFC Haarlem.

Kleinere Unglücksfälle sind in den Unterartikeln von Katastrophe und in der Liste von Katastrophen aufgeführt.

### Sport
- 1905: In Istanbul erfolgt die – vorläufig noch inoffizielle – Gründung des ersten türkischen Fußballvereins Galatasaray Istanbul.
- 1934: Das MacRobertson-Luftrennen von England nach Australien beginnt. Es dauert bis zum 5. November.
- 1968: Bei den Olympischen Sommerspielen in Mexiko-Stadt gewinnt der US-Amerikaner Richard „Dick“ Fosbury mit einer revolutionären Sprungtechnik, dem später nach ihm benannten Fosbury-Flop, die Goldmedaille im Hochsprung-Wettbewerb mit übersprungenen 2,24 m.
- 1971: Das Fußballspiel Borussia Mönchengladbach gegen Inter Mailand im Europapokal der Landesmeister endet 7:1 für die Gastgeber. Das Spiel wird später jedoch wegen eines Büchsenwurfs eines Fans auf den italienischen Stürmer Roberto Boninsegna von der UEFA annulliert.

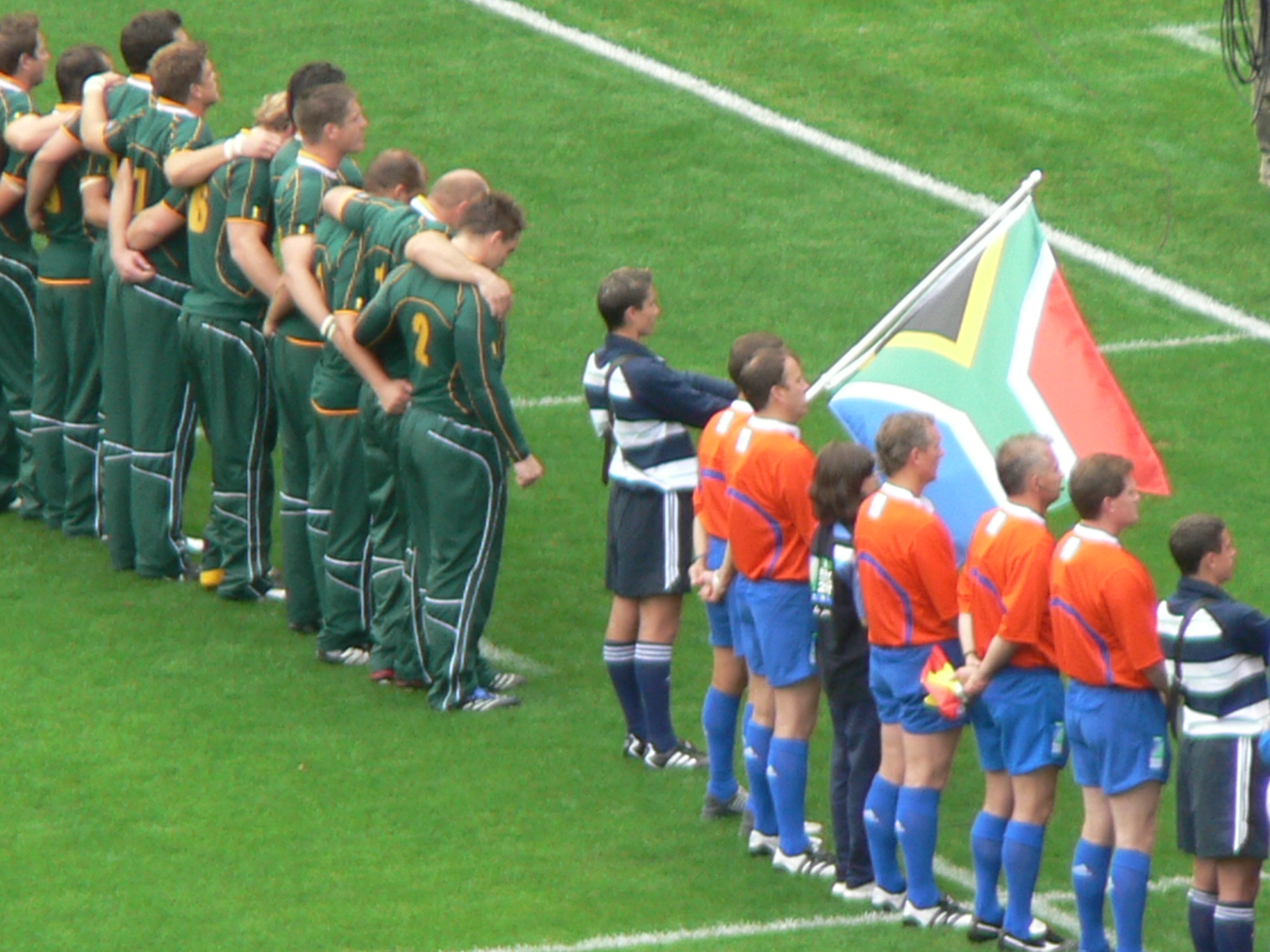
Rugby-WM 2007

- 2007: Im Finale der 6. Weltmeisterschaft im Rugby in Frankreich besiegt die Republik Südafrika den amtierenden Weltmeister England mit 15:12 und wird somit zum zweiten Mal Rugby-Union-Weltmeister.

Einträge von Leichtathletik-Weltrekorden befinden sich unter der jeweiligen Disziplin unter Leichtathletik.

## Geboren

### Vor dem 19. Jahrhundert
- 1275: Chungseon Wang, 26. König des koreanischen Goryeo-Reiches
- 1463: Alessandro Achillini, italienischer Philosoph und Arzt
- 1472: Johann Ludwig, Graf von Nassau-Saarbrücken
- 1475: Giovanni Rucellai, italienischer Dichter
- 1495: Amé III. de Sarrebruck-Commercy, französischer Adliger und Militär
- 1496: Claude de Lorraine, erster Herzog von Guise
- 1514: Philipp IV. von Hanau-Lichtenberg, Graf von Hanau-Lichtenberg
- 1536: Joachim Ernst, Fürst von Anhalt
- 1552: Simon Rudnicki, Fürstbischof von Ermland
- 1553: Zacharias Brendel der Ältere, deutscher Philosoph, Physiker, Mediziner und Botaniker
- 1554: Bálint Balassa, ungarischer Dichter
- 1580: Peter Crüger, deutscher Philologe, Astronom und Mathematiker
- 1586: Luis Jerónimo de Cabrera, spanischer Kolonialverwalter und Vizekönig von Peru
- 1586: Luke Fox, englischer Entdecker
- 1593: Melchior Graf von Hatzfeldt, kaiserlicher Feldherr
- 1601: Otto Heinrich von Callenberg, deutscher Politiker und Offizier
- 1603: Simon de Vos, flämischer Maler
- 1612: Wolf Helmhardt von Hohberg, deutscher Schriftsteller
- 1612: Katharina von Waldeck-Wildungen, Regentin der Grafschaft Lippe
- 1640: Gérard Edelinck, französischer Kupferstecher flämischer Herkunft
- 1642: Charles Chevillet, französischer Schauspieler und Bühnenautor
- 1654: Bartolomeo Guidobono, italienischer Maler und Freskant
- 1656: Nicolas de Largillière, französischer Maler
- 1669: Johann Nikolaus Bach, deutscher Komponist
- 1670: Jean Daniel Abraham Davel, Waadtländer Revolutionär
- 1677: Stanislaus I. Leszczyński, König von Polen und Herzog von Lothringen
- 1679: Samuel von Cocceji, preußischer Jurist
- 1684: Maria Barbara Bach, erste Ehefrau Johann Sebastian Bachs
- 1714: Christoph Anton von Migazzi, katholischer Erzbischof und Kardinal
- 1719: Gottfried Achenwall, deutscher Historiker und Jurist
- 1723: Louis Charles de Lameth, französischer General
- 1725: Johann Christoph Stockhausen, deutscher Pädagoge und lutherischer Theologe
- 1733: Adam Naruszewicz, polnischer Dichter
- 1740: Carlo Francesco Maria Caselli, italienischer Kardinal

Pauline Bonaparte (* 1780)

- 1740: Isabelle de Charrière, niederländisch-schweizerische französischsprachige Schriftstellerin
- 1746: Werner Marx, preußischer Generalvikar in Köln
- 1747: Robert Burton, US-amerikanischer Politiker
- 1751: Urs Glutz von Blotzheim, Schweizer Offizier und Politiker
- 1753: Gabino Gaínza, erster Präsident von Zentralamerika
- 1754: James Hillhouse, US-amerikanischer Politiker
- 1759: Chauncey Goodrich, US-amerikanischer Politiker
- 1760: Alexandre de Lameth, französischer Soldat und Politiker
- 1763ː Sophie Leopoldine Wilhelmine von Grotthuis, deutsche Salonnière
- 1763: Joachim Perinet, österreichischer Schauspieler und Schriftsteller
- 1770: Antoine Jay, französischer Jurist und Schriftsteller
- 1772: Johann Hermann Heinrich Ferdinand von Autenrieth, württembergischer Mediziner
- 1780: Pauline Bonaparte, Herzogin von Guastalla, Schwester von Napoleon Bonaparte
- 1782: Christian Blom, norwegischer Komponist, Reeder und Kaufmann
- 1784: Henry John Temple, 3. Viscount Palmerston, britischer Politiker
- 1789: Heinrich LXVII., Fürst Reuß jüngere Linie
- 1792: Anton Bernhard Fürstenau, deutscher Flötist und Komponist
- 1797: José Bernardo Escobar, Präsident von Guatemala

### 19. Jahrhundert

#### 1801–1850
- 1801: Melchior Berri, Schweizer Architekt
- 1802: Ernst Wilhelm Hengstenberg, deutscher Theologe
- 1804: Fruto Chamorro Pérez, Präsident von Nicaragua
- 1807: Grizzly Adams, US-amerikanischer Tierfänger, Dompteur und Schausteller
- 1808: Karl Andree, deutscher Geograph und Publizist
- 1809: Eduard Degener, deutsch-US-amerikanischer Politiker, MdL, Mitglied des Repräsentantenhauses
- 1819: Bab, iranischer Religionsstifter
- 1819: Karol von Mikuli, galizisch-polnischer Pianist, Komponist und Musikpädagoge
- 1823: Gaston d’Audiffret-Pasquier, französischer Politiker
- 1823: Arnold Ipolyi, ungarischer Geistlicher, Historiker und Kunsthistoriker
- 1826: Christian Wilhelm Ludwig Abel, deutscher Militärarzt
- 1832: Constantin Lipsius, deutscher Architekt und Architekturtheoretiker
- 1832: Anton Romako, österreichischer Maler
- 1837: Frederick Herbert Torrington, kanadischer Organist, Dirigent, Komponist und Musikpädagoge
- 1838: Christian Horne, norwegischer Lehrer und Politiker
- 1839: Florêncio Carlos de Abreu e Silva, brasilianischer Jurist, Geograph, Historiker und Statistiker
- 1839ː Marie Festetics, Hofdame der österreichischen Kaiserin Elisabeth
- 1840: Emma Hodler, Schweizer Lehrerin, Schriftstellerin und Bühnenautorin
- 1840ː Adelma von Vay, österreichische Schriftstellerin und Spiritistin
- 1846: Wilhelm Hübbe-Schleiden, deutscher Forschungsreisender, Theosoph und Schriftsteller
- 1847: Oscar Swahn, schwedischer Sportschütze, Olympiasieger
- 1847: Kurt Bernhardi, deutscher Pädagoge
- 1847: Frits Thaulow, norwegischer Maler

#### 1851–1900
- 1853: Teibi Andō, japanischer General
- 1854: Leopold Koppel, deutscher Bankier, Unternehmer und Förderer von Wissenschaftseinrichtungen
- 1854: Arthur Rimbaud, französischer Dichter
- 1856: Alcibiade Béique, kanadischer Organist und Musikpädagoge
- 1857: František Mareš, tschechischer Nationaldemokrat und Politiker, Physiologe und Philosoph
- 1859: John Dewey, US-amerikanischer Philosoph
- 1859: Guglielmo Zuelli, italienischer Komponist, Dirigent und Musikpädagoge
- 1860: Carl Abegg, Schweizer Textilfabrikant
- 1860: Wilhelm Bode, deutscher Pfarrer (Heidepastor der Lüneburger Heide) und Pionier des Genossenschaftswesens
- 1861: Maximilian Harden, deutscher Publizist, Kritiker, Schauspieler und Journalist
- 1863: William Henry Young, englischer Mathematiker
- 1864: Franz Heinrich Arndts, deutscher Politiker
- 1866: Kazimierz Twardowski, polnischer Philosoph und Logiker
- 1868: Gabriel Montoya, französischer Chansonnier und Lyriker
- 1869: Karl Radinger von Radinghofen, österreichischer Altphilologe und Museumsfachmann
- 1872: Anton Feith, deutscher Orgelbauer
- 1874: Charles Ives, US-amerikanischer Komponist
- 1874: Ed McGivern, US-amerikanischer Kunstschütze
- 1881: Josef Ferdinand Kleindinst, deutscher Politiker, MdL, MdB
- 1882: Margaret Dumont, US-amerikanische Schauspielerin
- 1882: Julius Jacob der Ältere, deutscher Maler
- 1882: Bela Lugosi, ungarischer Filmschauspieler
- 1883: Alexander Krein, russischer Komponist
- 1886: Leopold Stocker, österreichischer Verleger
- 1887: Gerhard Boyer, deutscher Postbeamter und Politiker
- 1887: Vic Gonsalves, niederländischer Fußballspieler
- 1889: Fritz Terhalle, deutscher Wirtschaftswissenschaftler, Vorsitzender des wissenschaftlichen Beirats beim Bundesfinanzministerium
- 1889ː Gertrude Würzburger, deutsche Musikpädagogin und Pianistin, Opfer der Shoah
- 1891: James Chadwick, britischer Physiker
- 1893: Jomo Kenyatta, kenianischer Politiker
- 1894: Heinar Schilling, deutscher Dichter und Schriftsteller
- 1895ː Ella Bergmann-Michel, deutsche Fotografin und Dokumentarfilmerin
- 1895: Morrie Ryskind, US-amerikanischer Autor
- 1896: George C. Atcheson Jr., US-amerikanischer Diplomat
- 1897: Peter Bamm, deutscher Schriftsteller
- 1898ː Hilde Mangold, deutsche Entwicklungsbiologin
- 1899: Gaston Mottet, französischer Autorennfahrer
- 1900: Shirō Akabori, japanischer Chemiker und Hochschullehrer
- 1900: Georg Pahl, deutscher Pressefotograf

### 20. Jahrhundert

#### 1901–1925
- 1901: Frank Churchill, US-amerikanischer Filmmusik-Komponist
- 1903: Erich Dietz, deutscher Maler und Bildhauer
- 1904: Tommy Douglas, kanadischer Politiker
- 1904: Mario von Galli, österreichischer katholischer Priester, Jesuit, Redakteur und Publizist
- 1904: Charles Kaufman, US-amerikanischer Drehbuchautor
- 1908: Stuart Hamblen, US-amerikanischer Country-Sänger
- 1909: José Farías Ríos, peruanischer Leichtathlet
- 1909: Carla Laemmle, US-amerikanische Schauspielerin
- 1910: Sydney James Butlin, australischer Wirtschaftswissenschaftler und -historiker
- 1911: Grete Schickedanz, deutsche Unternehmerin
- 1912: Almiro Bergamo, italienischer Ruderer
- 1912: Marcel Couraud, französischer Dirigent
- 1913: Grandpa Jones, US-amerikanischer Country-Musiker
- 1913: Johann Kurz, österreichischer Theologe, Rektor des Erzbischöflichen Seminars Hollabrunn
- 1913: Jean Thépenier, französischer Unternehmer und Autorennfahrer
- 1914: Alojz Benac, jugoslawischer Archäologe und Historiker
- 1914: Fayard Nicholas, US-amerikanischer Tänzer, Sänger und Schauspieler
- 1917: Jean-Pierre Melville, französischer Filmregisseur
- 1917: Stéphane Hessel, französischer Résistance-Kämpfer, Diplomat und politischer Aktivist
- 1918: Erwin Ballabio, Schweizer Fußballspieler
- 1918: Robert H. Lochner, US-amerikanischer Journalist und Übersetzer

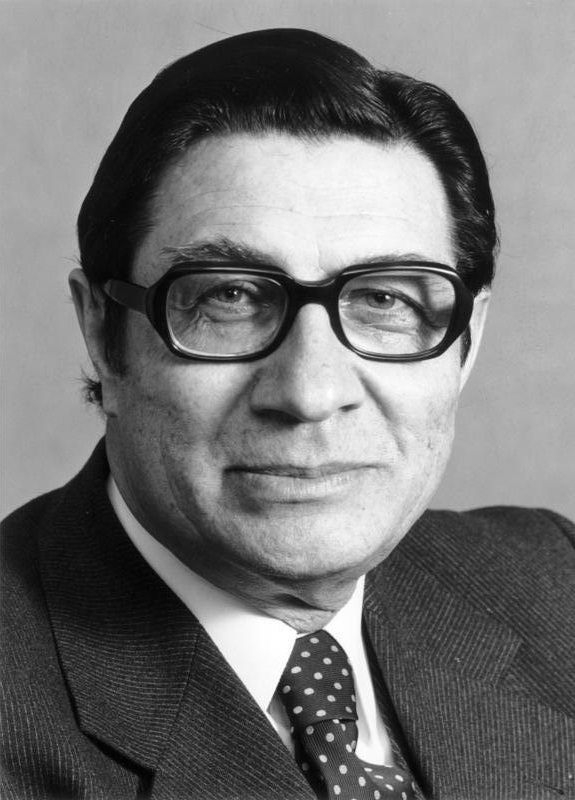
Werner Maihofer (* 1918)

- 1918: Werner Maihofer, deutscher Rechtswissenschaftler, Politiker, MdB, Bundesminister
- 1919: Ksente Bogoev, jugoslawisch-mazedonischer Ökonom und Politiker
- 1919: Hans Patze, deutscher Historiker und Archivar
- 1920: Henry Austin, indischer Politiker und Botschafter
- 1920: Janet Jagan, guyanische Politikerin, Staatspräsidentin Guyanas und Schriftstellerin
- 1921: Manuel Ayulo, US-amerikanischer Autorennfahrer
- 1921: Heinz Lehmann, deutscher Schachspieler
- 1921: Artur Lösche, deutscher Physiker
- 1921: Marianne Wischmann, deutsche Schauspielerin
- 1922: John Anderson, US-amerikanischer Schauspieler
- 1922ː Gaositwe Kogakwa Tibe Chiepe, botswanische Politikerin und Diplomatin
- 1923: Peter Böhmer, deutscher Tänzer und Schauspieler
- 1923: Otfried Preußler, deutscher Schriftsteller
- 1925: Arthur Buchwald, US-amerikanischer Publizist und Humorist
- 1925: Herman Roelstraete, belgischer Komponist, Sänger und Organist, Pädagoge, Dirigent und Musikhistoriker
- 1925: Roger Hanin, französischer Schauspieler und Filmregisseur

#### 1926–1950

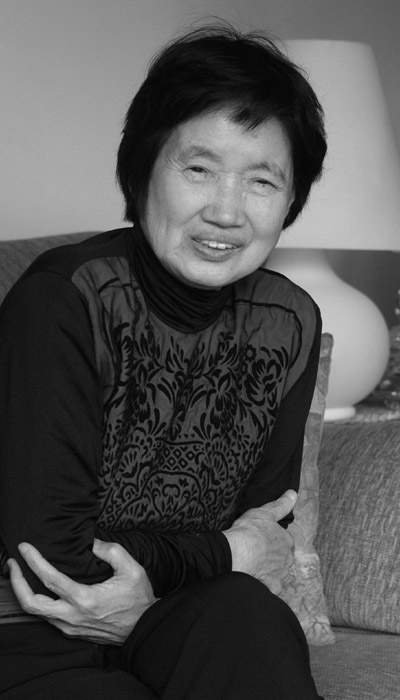
Pak Wanso (* 1931)

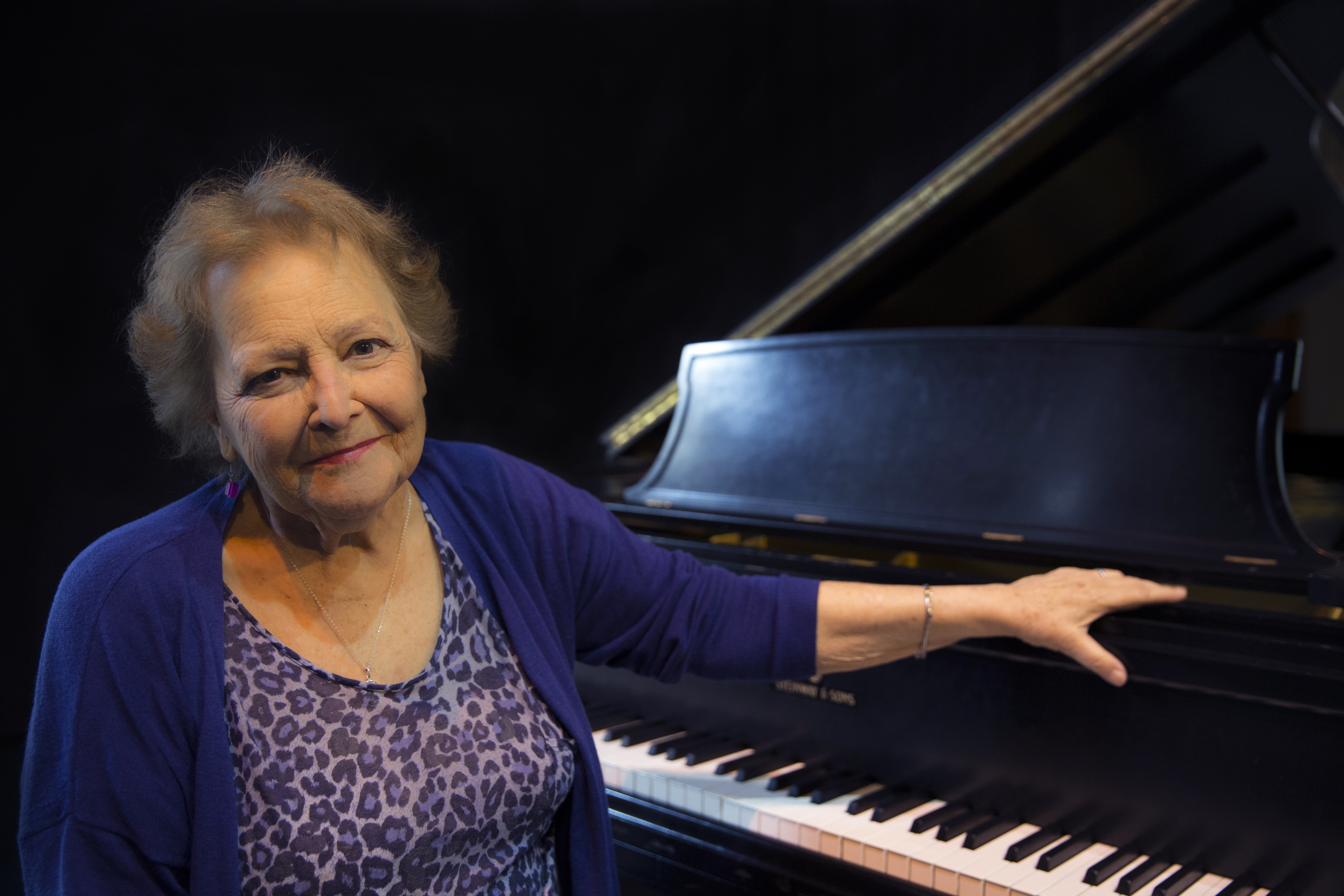
Hilda Herrera (* 1933)

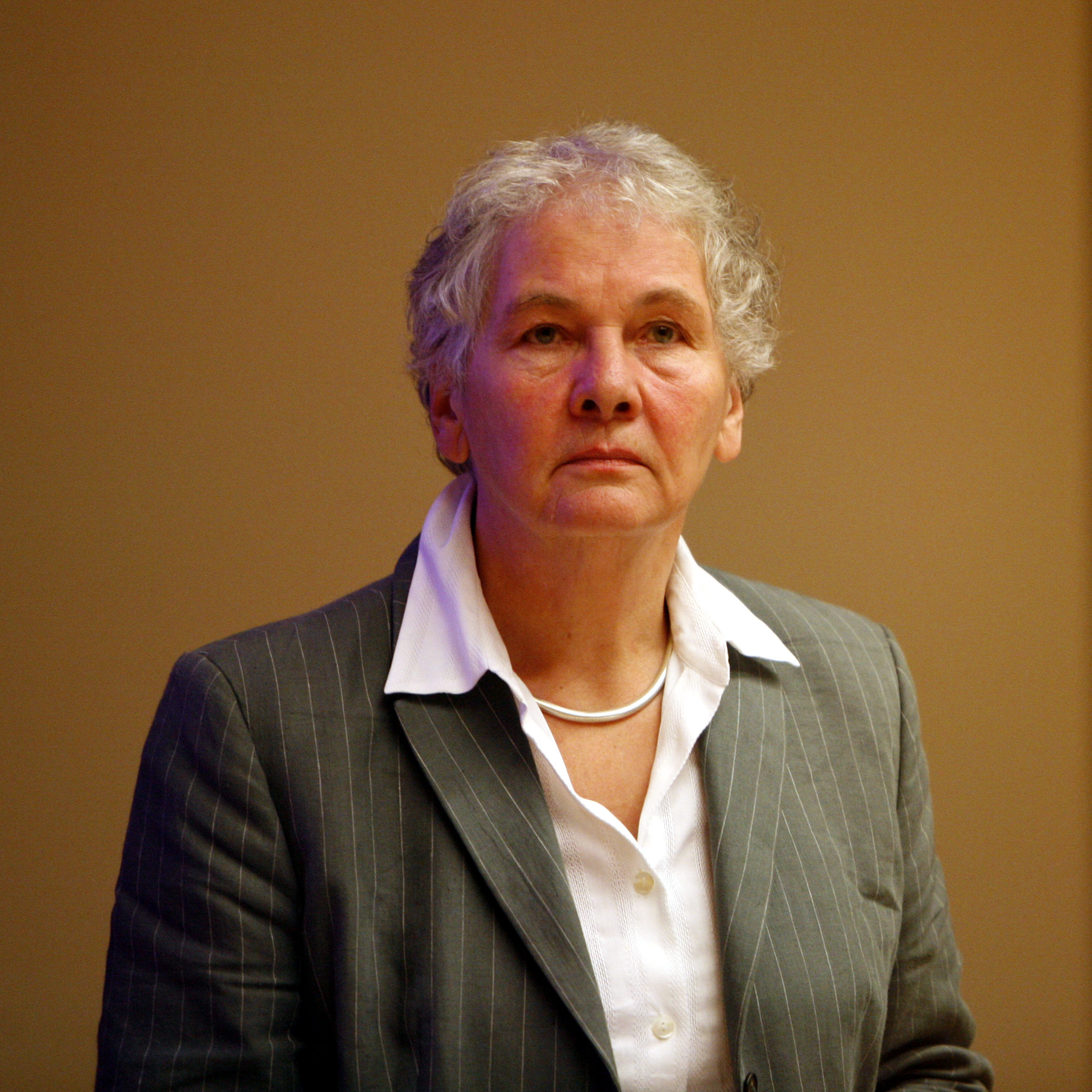
Christiane Nüsslein-Volhard (* 1942)

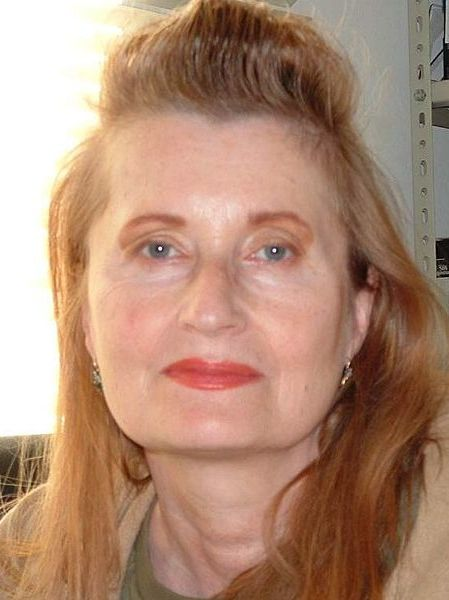
Elfriede Jelinek (* 1946)

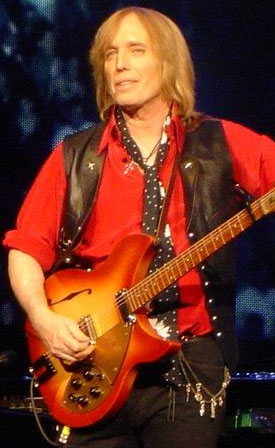
Tom Petty (* 1950)

- 1926: Luigi Di Gianni, italienischer Dokumentarfilmer
- 1927: Werner Kreindl, österreichischer Schauspieler
- 1927: Oskar Pastior, rumänisch-deutscher Lyriker und Übersetzer
- 1927: Abel Santamaría, kubanischer Revolutionär
- 1928: Zhu Rongji, chinesischer Politiker und Regierungschef
- 1929: Colin Jeavons, britischer Schauspieler
- 1930: Manfred Abelein, deutscher Politiker, MdB
- 1930: Carlos Díaz, kubanischer Sänger
- 1931: Pak Wanso, koreanische Autorin
- 1932: Roosevelt Brown, US-amerikanischer American-Football-Spieler
- 1933: Terence Davies, australischer Ruderer
- 1933: Hilda Herrera, argentinische Pianistin, Komponistin und Musikpädagogin
- 1934: Karl-Eduard von Kospoth, deutscher Brigadegeneral der Luftwaffe der Bundeswehr
- 1935: Fabio Cudicini, italienischer Fußballtorhüter
- 1935: Eva Choung-Fux, österreichische Künstlerin
- 1935: Jerry Orbach, US-amerikanischer Schauspieler
- 1937: Wanda Jackson, US-amerikanische Sängerin
- 1938: Dolores Hart, US-amerikanische Schauspielerin und Nonne
- 1938: Emilio Maurer, mexikanischer Unternehmer und Fußballfunktionär
- 1939: Fausto Cepeda, dominikanischer Opernsänger
- 1940: Yossi Mar-Chaim, israelischer Komponist
- 1940: Jesper Langberg, dänischer Schauspieler
- 1942: Walter Brun, Schweizer Automobilrennfahrer und Rennstallbesitzer
- 1942: Christiane Nüsslein-Volhard, deutsche Biologin, Nobelpreisträgerin
- 1943: Heidi Maria Glössner, Schweizer Schauspielerin
- 1943: Micky, spanischer Schlagersänger und Schauspieler
- 1943: Madeleine Schickedanz, deutsche Unternehmerin
- 1943: Elżbieta Sikora, polnische Komponistin
- 1943: Carlo von Tiedemann, deutscher Schauspieler und Fernsehmoderator
- 1944: Hans-Christian Reiche, deutscher Offizier, letzter Chef der Landstreitkräfte der NVA
- 1945: Romeo Benetti, italienischer Fußballspieler
- 1945: Garry Lyle, US-amerikanischer American-Football-Spieler
- 1945: Thomas Pasatieri, US-amerikanischer Komponist
- 1946: Elfriede Jelinek, österreichische Schriftstellerin, Nobelpreisträgerin
- 1946: Lucien Van Impe, belgischer Radrennfahrer
- 1947: Georg Wilhelm Adamowitsch, deutscher Ingenieur, Verwaltungswissenschaftler, Verwaltungsbeamter und Politiker
- 1947: Aljoscha Rompe, deutscher Punkmusiker
- 1948: Helmut Achatz, deutscher Fußballspieler
- 1950: Chris Cannon, US-amerikanischer Politiker
- 1950: Tom Petty, US-amerikanischer Musiker, Sänger und Songschreiber

#### 1951–1975

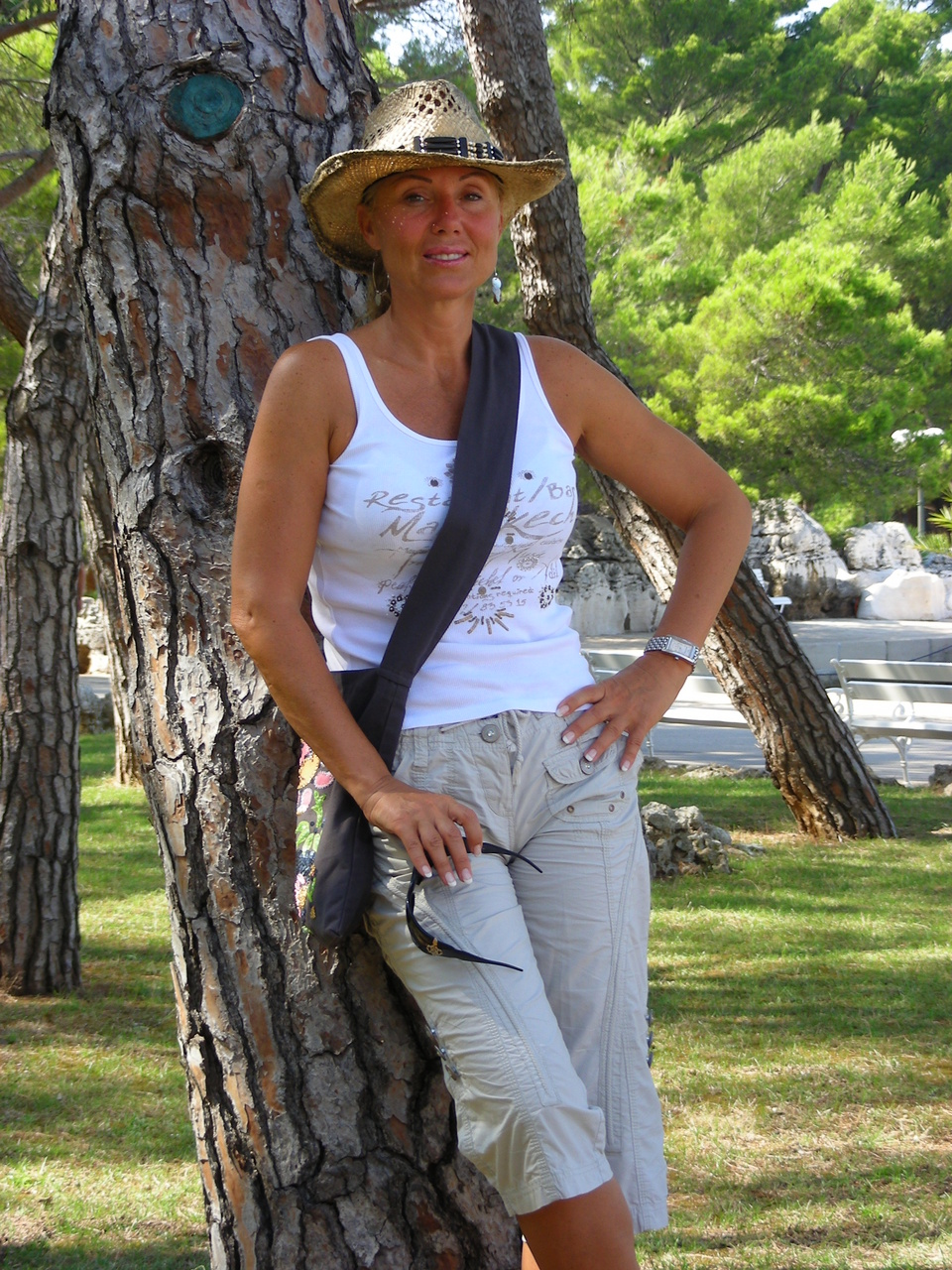
Lepa Brena (* 1960)

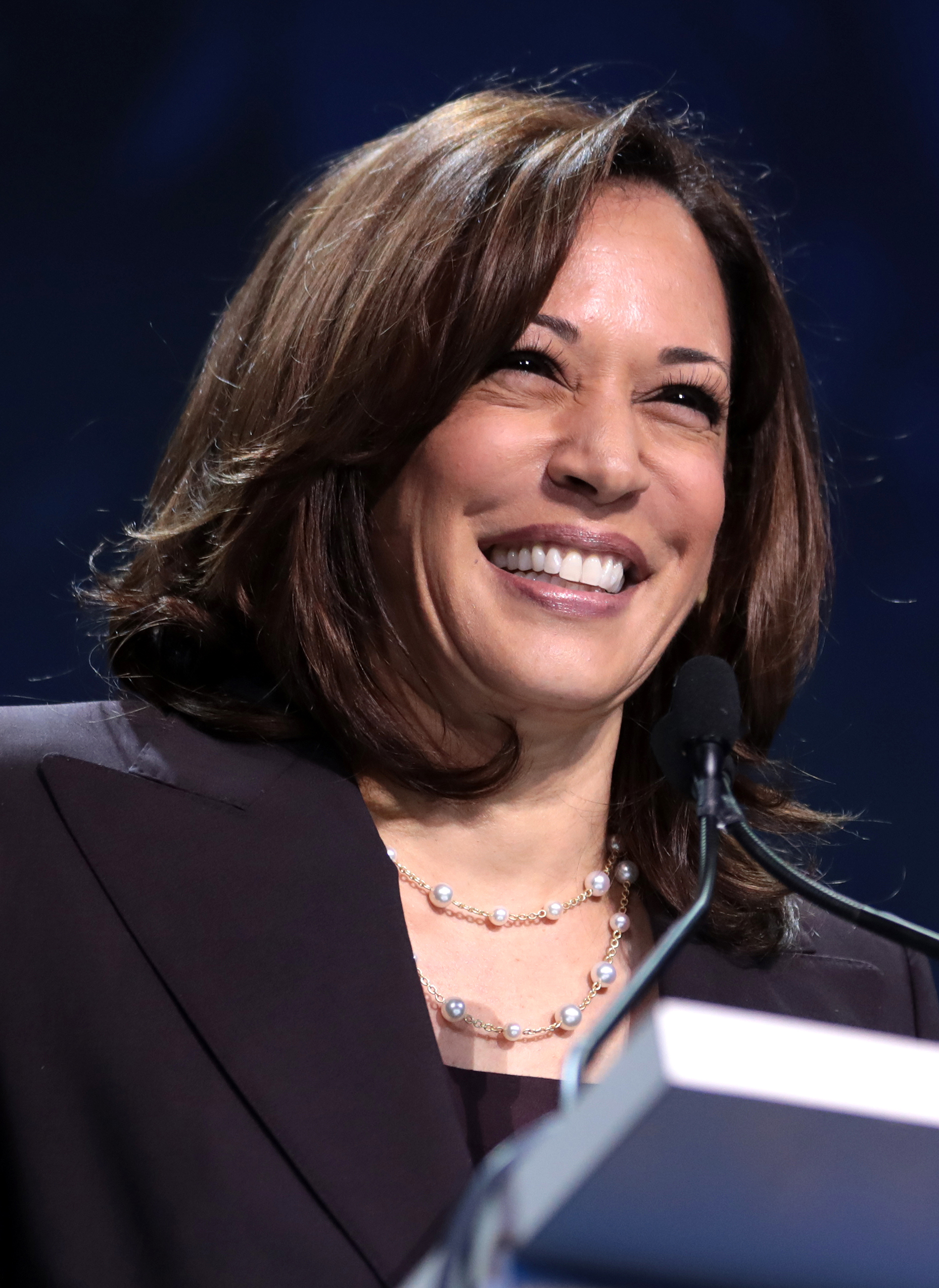
Kamala Harris (* 1964)

- 1951: Tebello Nyokong, südafrikanische Chemikerin
- 1951: Eliot Pattison, US-amerikanischer Rechtsanwalt und Krimiautor
- 1951: Claudio Ranieri, italienischer Fußballspieler und -trainer
- 1951: Yann Le Puits, französischer Schriftsteller
- 1953: Isolde Eisele, deutsche Ruderin
- 1954: Lee Roy Selmon, US-amerikanischer American-Football-Spieler
- 1954: O. P. Zier, österreichischer Schriftsteller
- 1955: Qairat Äbussejitow, kasachischer Diplomat
- 1955: Kurt Aebli, Schweizer Schriftsteller
- 1955: Thomas Newman, US-amerikanischer Komponist
- 1955: Sheldon Whitehouse, US-amerikanischer Politiker
- 1956: Danny Boyle, britischer Regisseur
- 1956: Stephan Zacharias, deutscher Komponist
- 1956: Peter Zipfel, deutscher Skilangläufer
- 1957: Anouar Brahem, tunesischer Musiker und Komponist
- 1957: Andrzej Dziadek, polnischer Komponist
- 1958: Rainer Hartmann, deutscher Jazzgitarrist
- 1958: Mark King, britischer Musiker (Level 42)
- 1958: Viggo Mortensen, US-amerikanischer Schauspieler
- 1958: Ivo Pogorelich, serbischer Pianist
- 1958: Ulrich Büscher, deutscher Fußballspieler
- 1959: Eriko Asai, japanische Marathonläuferin
- 1959: Karl-Heinz Bührer, deutscher Fußballspieler
- 1959: Andreas Ehrig, deutscher Eisschnellläufer und Sportwissenschaftler
- 1959: Ernst Hannawald, deutscher Schauspieler und Autor
- 1959: Lorenz Keiser, Schweizer Kabarettist
- 1959: Morten Andreas Meyer, norwegischer Politiker
- 1959: Akif Pirinçci, deutsch-türkischer Schriftsteller
- 1960: Lepa Brena, jugoslawische Sängerin
- 1961: Audun Kleive, norwegischer Jazzmusiker
- 1961: Philippe Olczyk, belgischer Journalist und Autorennfahrer
- 1961: Ian Rush, walisischer Fußballspieler
- 1963ː Ute Margarete Meyer, deutsche Architektin
- 1964: Andreas Fischer, deutscher Fußballspieler
- 1964: Kamala Harris, US-amerikanische Juristin und Politikerin
- 1964: Wolfgang Wiehle, deutscher Informatiker und Politiker
- 1965: William Zabka, US-amerikanischer Schauspieler
- 1965: Stefano Pioli, italienischer Fußballspieler und -trainer
- 1966: Graziella Contratto, Schweizer Dirigentin und Musikpädagogin
- 1966: John von Düffel, deutscher Schriftsteller
- 1966: Wolfgang Krewe, deutscher Schauspieler
- 1966: Stefan Raab, deutscher Showmaster und Comedystar, Entertainer und Produzent

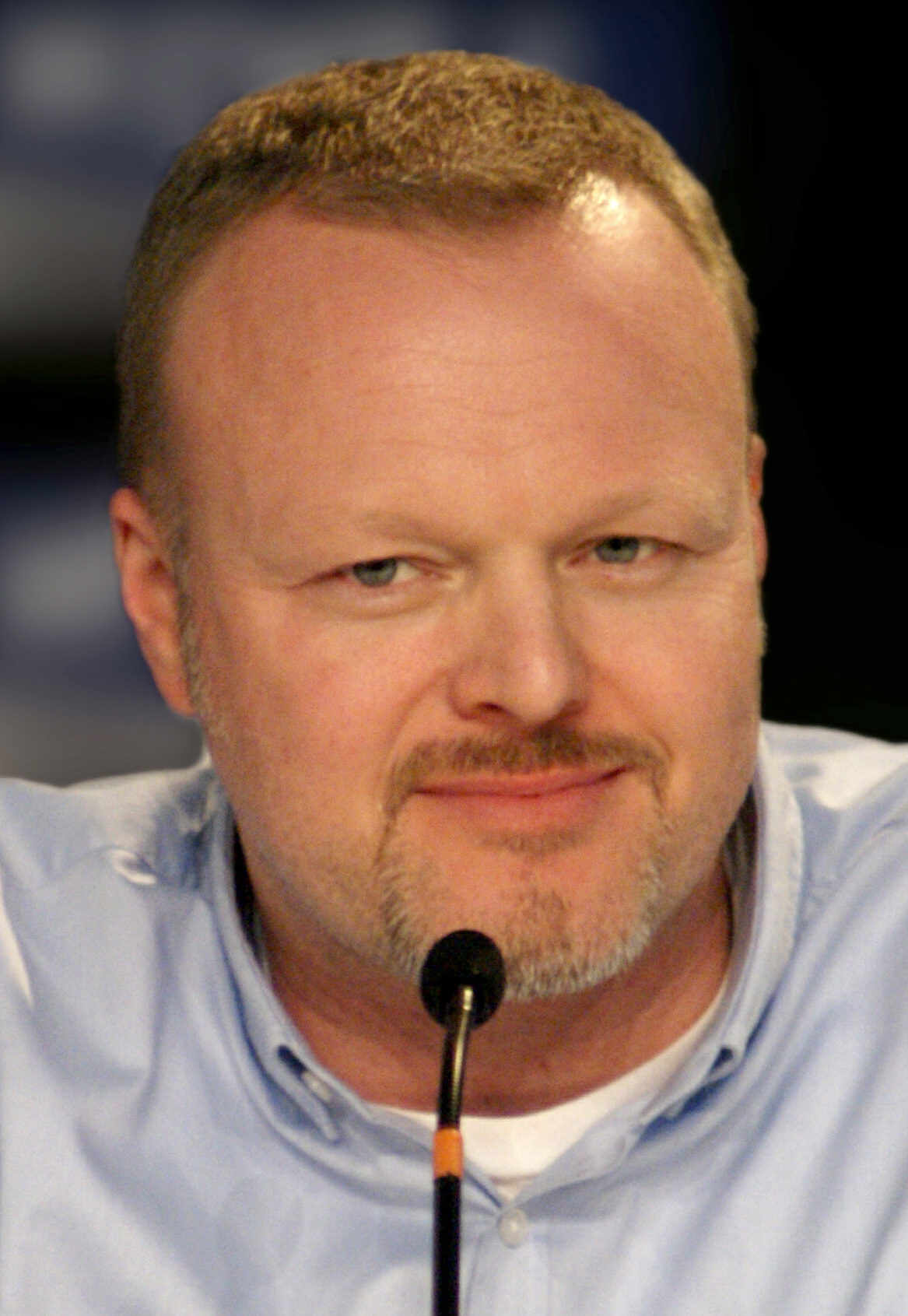
Stefan Raab (* 1966)

- 1967: Luigi Lo Cascio, italienischer Schauspieler
- 1967: Luck Mervil, haitianisch-kanadischer Schauspieler
- 1968: Jonathan Akpoborie, nigerianischer Fußballspieler
- 1969: Aage Storm Borchgrevink, norwegischer Schriftsteller und Literaturkritiker
- 1969: Guillermo Pérez Roldán, argentinischer Tennisspieler
- 1970: Sander Boschker, niederländischer Fußballspieler

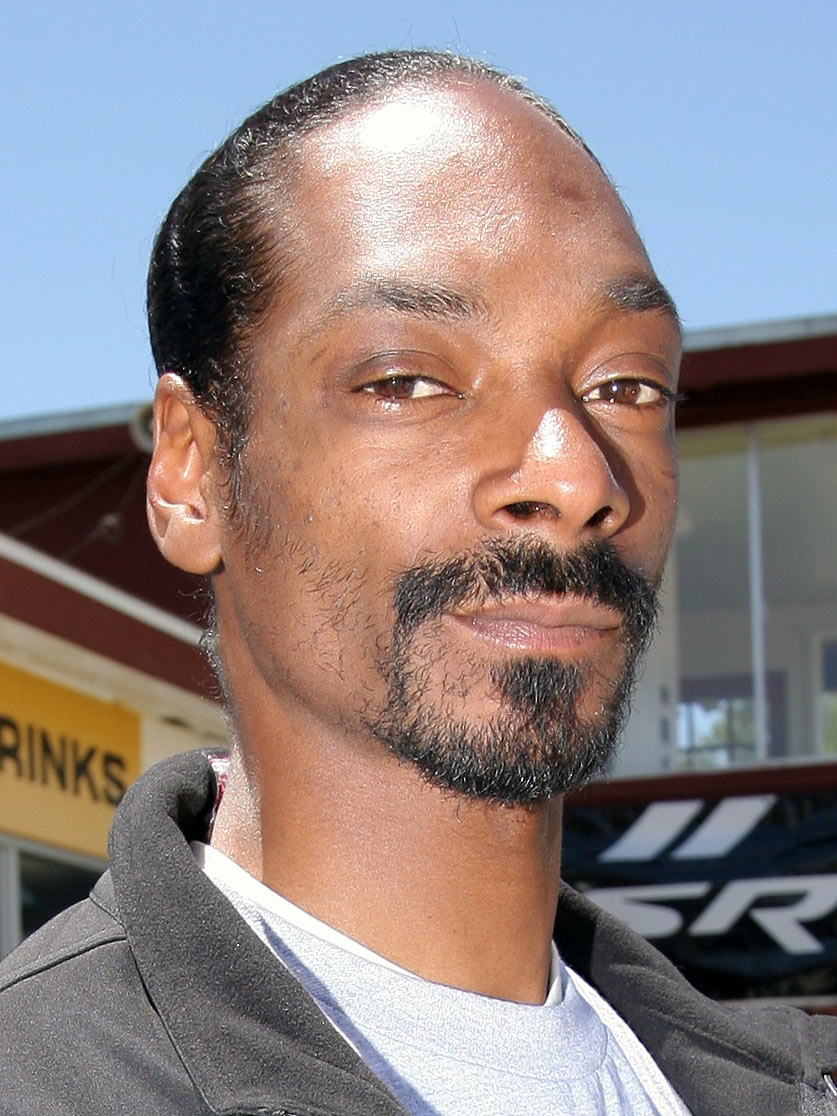
Snoop Dogg (* 1971)

- 1971: Snoop Dogg, US-amerikanischer Rapper und Schauspieler
- 1971: Julika Jenkins, deutsche Schauspielerin
- 1971: Dannii Minogue, australische Sängerin
- 1972: Will Greenwood, englischer Rugbyspieler
- 1974: Davide Formisano, italienischer Flötist
- 1975: Nadine Kleinert, deutsche Leichtathletin, Olympiamedaillengewinnerin

#### 1976–2000
- 1976: Petr Dlask, tschechischer Cyclocrossfahrer
- 1976: Nicola Legrottaglie, italienischer Fußballspieler
- 1977: Simon Emil Ammitzbøll-Bille, dänischer Politiker
- 1977: Rebecca Siemoneit-Barum, deutsche Schauspielerin
- 1977: Sonja Spuhl, deutsche Synchronsprecherin
- 1978: Alberto Ammann, spanischer Schauspieler
- 1978: Kira, deutsche Musikerin
- 1978: Edward Seward, US-amerikanischer Basketballspieler
- 1979: Markus Kaya, deutscher Fußballspieler
- 1979: Stephanie Müller, deutsche Performancekünstlerin
- 1979: Katharina Schüttler, deutsche Schauspielerin
- 1980: Omar El-Saeidi, deutscher Schauspieler
- 1980: Darko Maletić, bosnisch-herzegowinischer Fußballspieler
- 1981: Heike Klüver, deutsche Politikwissenschaftlerin
- 1981: Michael Krabbe, deutscher Schauspieler
- 1981: Maza, mexikanischer Fußballspieler
- 1982: José Acasuso, argentinischer Tennisspieler
- 1982: Aki Akao, japanische Badmintonspielerin
- 1983: Flavio Cipolla, italienischer Tennisspieler
- 1983: Stephan Hocke, deutscher Skispringer
- 1983: Luis Fernando Saritama, ecuadorianischer Fußballspieler
- 1983: Michel Vorm, niederländischer Fußballspieler
- 1984: Cosmina Stratan, rumänische Journalistin und Schauspielerin
- 1985: Jennifer Freeman, US-amerikanische Schauspielerin
- 1986: Melissa Borjas, honduranische Fußballschiedsrichterin
- 1986: Josephin Busch, deutsche Schauspielerin und Sängerin
- 1986: Valeria Gordeev, deutsche Schriftstellerin und Illustratorin
- 1987: Rafael Andriato, brasilianischer Radrennfahrer
- 1987: Marcus Mørk, dänischer Handballspieler
- 1987: Eva Lennartz, deutsche Handballspielerin
- 1987: Anele Ngcongca, südafrikanischer Fußballspieler

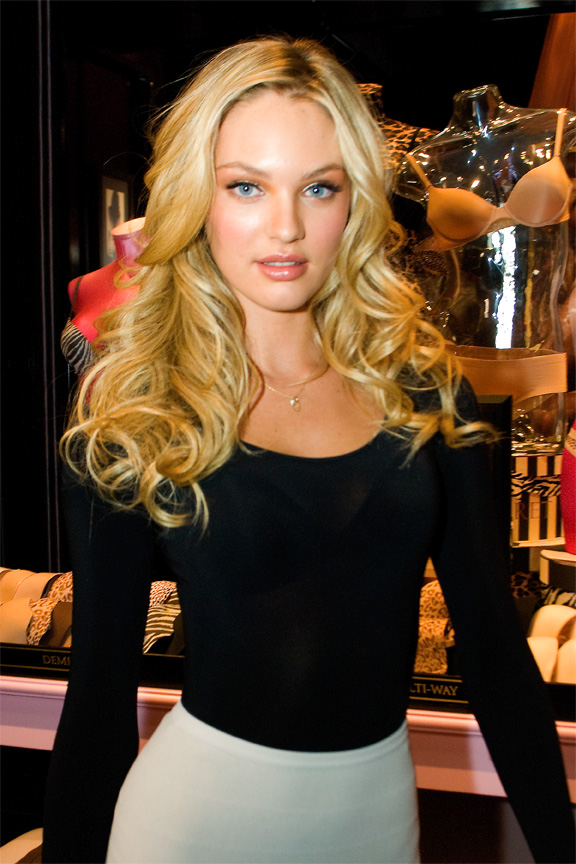
Candice Swanepoel (* 1988)

- 1988: A$AP Ferg, US-amerikanischer Rapper
- 1988: Candice Swanepoel, südafrikanisches Model
- 1988: Agustín Torassa, argentinischer Fußballspieler
- 1989: Patrick Amrhein, deutscher Fußballspieler
- 1989: Michael Aspin, englischer Fußballspieler
- 1989: Dennis Diekmeier, deutscher Fußballspieler
- 1989: Kristina Liščević, serbische Handballspielerin
- 1989: Yanina Wickmayer, belgische Tennisspielerin
- 1989: Jess Glynne, britische Sängerin
- 1990: Thomas Helly, österreichischer Fußballspieler
- 1990: Ben Münchow, deutscher Schauspieler und Synchronsprecher
- 1992: Mattia De Sciglio, italienischer Fußballspieler
- 1992: Karolin Kaivoja, estnische Fußballschiedsrichterassistentin
- 1993: Maximilian Kneller, deutscher Politiker
- 1994: Alexandra Meyer, deutsche Handballspielerin
- 1994: Ricardo Pietreczko, deutscher Dartspieler
- 1994: Yuliya Shvayger, ukrainisch-israelische Schachspielerin
- 1997: Ademola Lookman, englischer Fußballspieler

### 21. Jahrhundert
- 2004: Vincent Hahnen, deutscher Schauspieler

## Gestorben

### Vor dem 16. Jahrhundert
- 0460: Aelia Eudocia, Frau des oströmischen Kaisers Theodosius II.
- 0837: Hugo, Graf von Tours
- 1122: Ralph d’Escures, Erzbischof von Canterbury
- 1123: Theulf, Bischof von Worcester
- 1139: Heinrich X., Herzog von Bayern und Sachsen
- 1187: Urban III., Papst
- 1274: Engelbert II. von Falkenburg, 56. Erzbischof von Köln
- 1401: Klaus Störtebeker, Seeräuber und Anführer der Vitalienbrüder und Likedeeler
- 1438: Jacopo della Quercia, italienischer Bildhauer
- 1446: Georg Lembucher, Bischof von Seckau

### 16. bis 18. Jahrhundert
- 1502: Konrad Summenhart, deutscher Theologe, Kanonist und Naturphilosoph
- 1505: Henri de Lorraine-Vaudémont, Bischof von Thérouanne und von Metz
- 1506: Adolf von Limburg-Styrum, Herr zu Styrum
- 1530: Hermann von Neuenahr der Ältere, humanistischer Theologe, Staatsmann, Naturwissenschaftler und erzbischöflicher Kanzler der alten Universität Köln

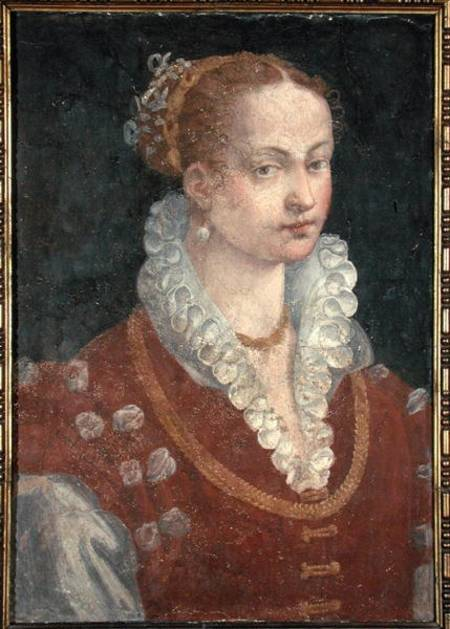
Bianca Cappello († 1587)

- 1537: Sebastian von Diesbach, Schultheiss von Bern
- 1538: Francesco Maria I. della Rovere, Herzog von Urbino
- 1557: Jean Salmon Macrin, neulateinischer Dichter französischer Herkunft
- 1569: Abén Humeya, maurischer König in den andalusischen Alpujarras
- 1570: João de Barros, portugiesischer Historiker
- 1575: Cornelis Floris II., flämischer Bildhauer, Architekt und Entwerfer für den Ornamentenstich
- 1576: George Gordon, 5. Earl of Huntly, Angehöriger des schottischen Hochadels
- 1579: Franziskus Joel, ungarischer Pharmakologe und Mediziner
- 1587: Bianca Cappello, italienische Mätresse und Renaissancefürstin
- 1587: Anne de Joyeuse, Admiral von Frankreich
- 1631: Joachim Zollikofer, Bürgermeister von St. Gallen
- 1652: Antonio Coello, spanischer Schriftsteller
- 1663: Raphael Cotoner, Großmeister des Malteserordens
- 1669: Olivier Perrot, Schweizer evangelischer Geistlicher
- 1694: Christian II., Herzog von Sachsen-Merseburg
- 1702: Jean Restout der Ältere, französischer Maler
- 1712: Johann Philipp von Lamberg, Fürstbischof von Passau
- 1713: Archibald Pitcairne, schottischer Arzt und Poet
- 1715: Meinrad II., Fürst von Hohenzollern-Sigmaringen
- 1733: Pierre Dandrieu, französischer Priester, Organist und Komponist
- 1737: Caspar Neumann, deutscher Chemiker und Apotheker
- 1740: Karl VI., Kaiser des Heiligen Römischen Reiches und König von Ungarn
- 1744: Johann Christoph Lauterbach, deutscher Kartograf und Ingenieuroffizier
- 1753: Georg Dietloff von Arnim-Boitzenburg, preußischer Staatsmann und Minister
- 1758: Charles Spencer, 3. Duke of Marlborough, britischer Adeliger und Politiker
- 1773: Hieronymus II. Held, Abt des Zisterzienserklosters in Ebrach
- 1798: Joshua Seney, US-amerikanischer Politiker

### 19. Jahrhundert
- 1813: Donatien-Marie-Joseph de Vimeur, vicomte de Rochambeau, französischer General
- 1821: Félix de Azara, spanischer Offizier, Naturforscher und Landvermesser
- 1822: Heinrich Voß, deutscher Klassischer Philologe und Übersetzer
- 1823: Ferdinand Joly, österreichischer Volksdichter und Komponist
- 1826: François-Antoine Boissy d’Anglas, französischer Politiker
- 1827: Friedrich Albrecht Ernst von Aweyden, preußischer Justizdirektor und Gutsbesitzer
- 1832: William Rowley, 2. Baronet, britischer Politiker
- 1834: Fath Ali Schah, Schah von Persien
- 1841: Manuel Montes de Oca, spanischer Militär und Politiker
- 1848: José Francisco Zelaya y Ayes, Präsident von Honduras
- 1854: Friedrich zur Lippe, Offizier der k. k. Armee im Kaisertum Österreich und Thronfolger des Fürstentums Lippe
- 1857: Ludwig Bernhard Schmid, deutscher Geistlicher und Missionar
- 1864: Carl Christian Rafn, dänischer Altertumsforscher
- 1866: Amanz Dürholz, Schweizer Politiker
- 1867: Sarah Glover, englische Pfarrerstochter und Direktorin einer Sonntagsschule
- 1870: Michael Balfe, irischer Komponist
- 1872: Friedrich Welwitsch, österreichischer Afrikaforscher und Botaniker
- 1873: Elise Ruepp, Schweizer Pionierin der Frauen- und Lehrerinnenbildung
- 1874: Carl Gustav Homeyer, deutscher Jurist, Rechtshistoriker und Germanist
- 1882: Arnold Rohlfs, deutscher Orgelbauer
- 1890: Richard Francis Burton, britischer Konsul, Forscher und Übersetzer
- 1896: Karl Segebrock und Ewald Ovir, deutsch-baltische Missionare und evangelische Märtyrer
- 1896: François Félix Tisserand, französischer Astronom
- 1898: Johannes Seluner, Schweizer Findling
- 1899: Hilarius von Sexten, österreichischer Kapuziner und Moraltheologe
- 1900: Naim Frashëri, albanischer Schriftsteller

### 20. Jahrhundert

#### 1901–1950
- 1904: Henry Hiles, englischer Komponist, Organist und Musikpädagoge
- 1906: Buck Ewing, US-amerikanischer Baseballspieler
- 1910: Gustav Hartmann, deutscher Kaufmann, Unternehmer und Industrie-Manager
- 1915: Josef Ruederer, deutscher Schriftsteller
- 1918: Roger Boucher, französischer Organist und Komponist
- 1918: Joseph Boulnois, französischer Komponist und Organist
- 1919: Walter Brack, deutscher Schwimmer
- 1922: Stephan Burián, österreichisch-ungarischer Politiker
- 1926: Eugene V. Debs, US-amerikanischer sozialistischer Politiker
- 1929: José Batlle y Ordóñez, Journalist und Staatspräsident von Uruguay
- 1931: Franziska Ellmenreich, deutsche Schauspielerin
- 1931: Emánuel Moór, ungarischer Komponist
- 1935: Arthur Henderson, britischer Politiker

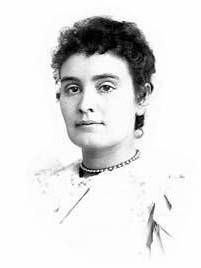
Anne Sullivan Macy († 1936)

- 1936: Anne Sullivan Macy, US-amerikanische Lehrerin blinder Kinder
- 1938: Herbert Berg, deutscher Automobilrennfahrer
- 1939: Otto Siffling, deutscher Fußballspieler
- 1940: Erik Gunnar Asplund, schwedischer Architekt, Hochschullehrer und Designer
- 1941: Bruno Cassirer, deutscher Verleger, Galerist und Pferdezüchter
- 1941: Hanuš Bonn, tschechischer Dichter, Literaturkritiker und Übersetzer
- 1941: Eino Olkinuora, finnischer Skilangläufer
- 1942: Josef Javůrek, böhmisch-tschechoslowakischer Fechter
- 1942: Friedrich Münzer, klassischer Philologe
- 1942: May Robson, US-amerikanische Schauspielerin
- 1944ː Thekla Merwin, österreichische Schriftstellerin, Opfer der Shoah
- 1944: Adolf Reichwein, deutscher Pädagoge, Wirtschaftswissenschaftler und Kulturpolitiker
- 1944: Eduard Brücklmeier, deutscher Jurist und Diplomat, Widerstandskämpfer
- 1944: Bruno Goebel, deutscher Orgelbauer
- 1944ː Ruth Pappenheimer, deutsches Opfer des Holocaust
- 1944: Adolf Reichwein, deutscher Pädagoge, Wirtschaftswissenschaftler und Kulturpolitiker
- 1944: Magda Spiegel, deutsche Konzert- und Opernsängerin, Holocaustopfer
- 1949: Jacques Copeau, französischer Dramatiker, Schauspieler und Theaterleiter
- 1950: Lucien Martin, kanadischer Violinist und Dirigent

#### 1951–1975
- 1951: Franz Xaver Aenderl, deutscher Politiker, MdL, Schriftsteller
- 1951: Karl Jarres, deutscher Politiker, Reichsminister, Reichsvizekanzler
- 1955: Adolf Mišek, tschechischer Kontrabassist und Komponist
- 1959: Werner Krauß, österreichischer Schauspieler
- 1960: Adriano Andreani, italienischer Turner
- 1961: Sylvia Rexach, puerto-ricanische Sängerin, Komponistin und Songwriterin
- 1961: Julius Franz Schütz, österreichischer Dichter und Kulturhistoriker
- 1961: Carel van Wankum, niederländischer Ruderer
- 1962: Friedrich Wilhelm Hermann Aevermann, deutscher Pädagoge und Politiker
- 1962: Bernard Kälin, Schweizer Abt

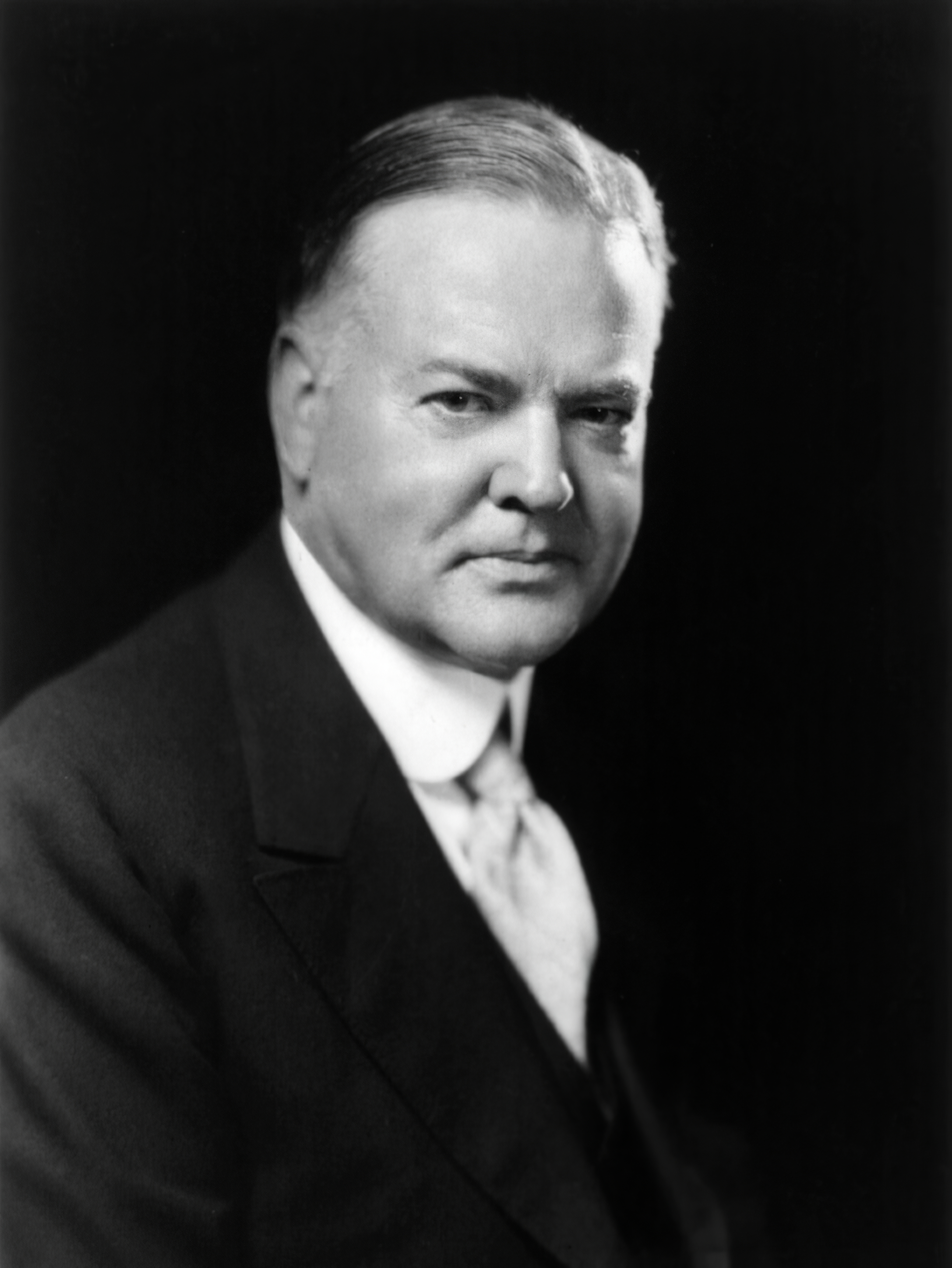
Herbert Hoover († 1964)

- 1964: Herbert Hoover, US-amerikanischer Politiker, 31. Präsident der USA
- 1966: Ahmed Ateş, türkischer Orientalist
- 1966: Harry F. Byrd senior, US-amerikanischer Politiker, Gouverneur von Virginia, Senator
- 1966: Otto Pankok, deutscher Maler, Zeichner und Bildhauer
- 1968: August Werner, deutscher Fußballspieler
- 1970: Sosthènes de la Rochefoucauld, französischer Autorennfahrer
- 1971: Ernst Arnds, deutscher Politiker
- 1971: Max Rudolf von Mühlenen, Schweizer Maler
- 1972ː Ella Goldschmidt, deutsch-jüdische Unternehmerin
- 1972: Harlow Shapley, US-amerikanischer Astronom
- 1972: Max Ziervogel, deutscher General
- 1973: Walter Arnold, deutscher Fabrikant
- 1975: Josef Thomas, deutscher Politiker, Richter und Widerstandskämpfer

#### 1976–2000

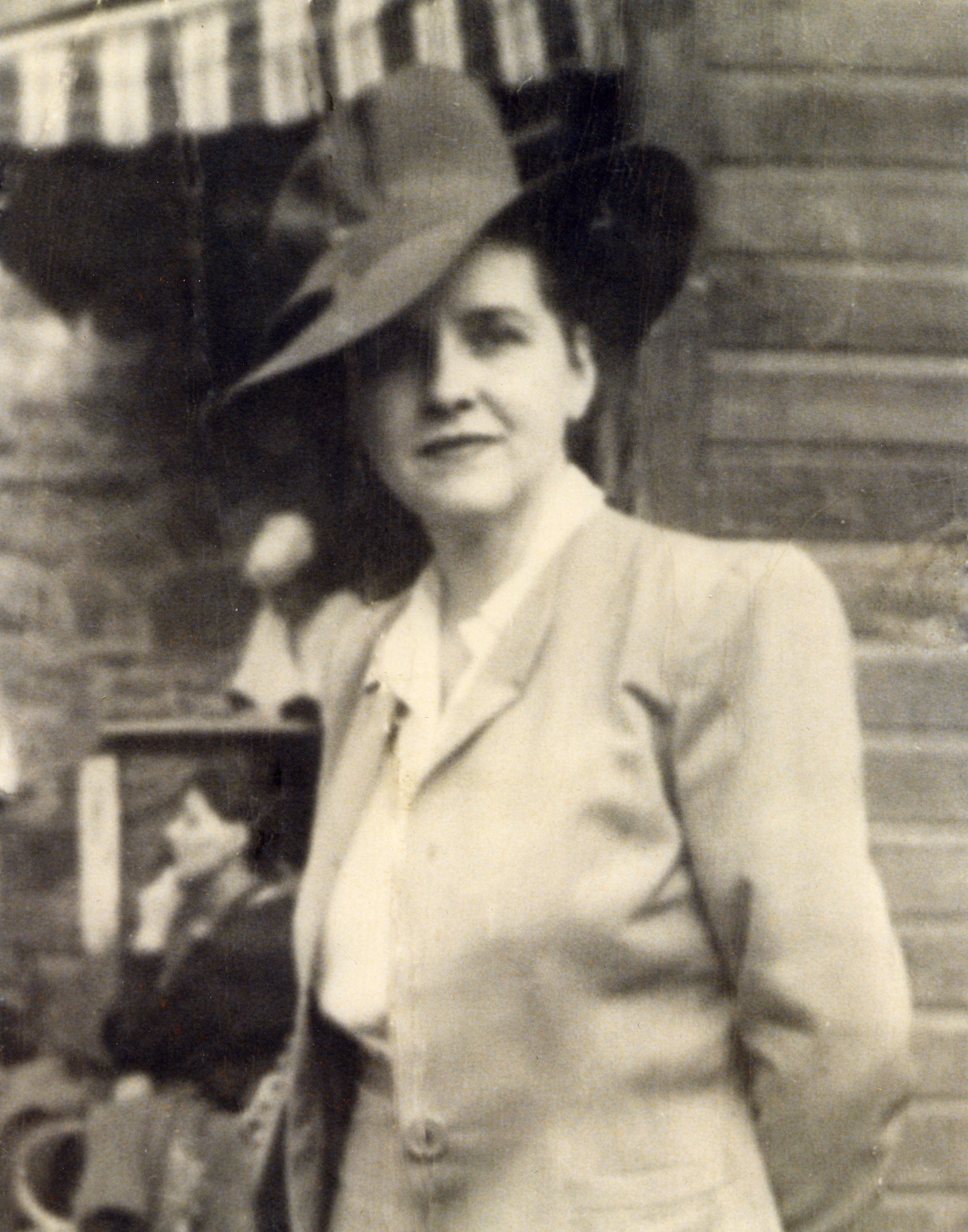
Mary Chase († 1981)

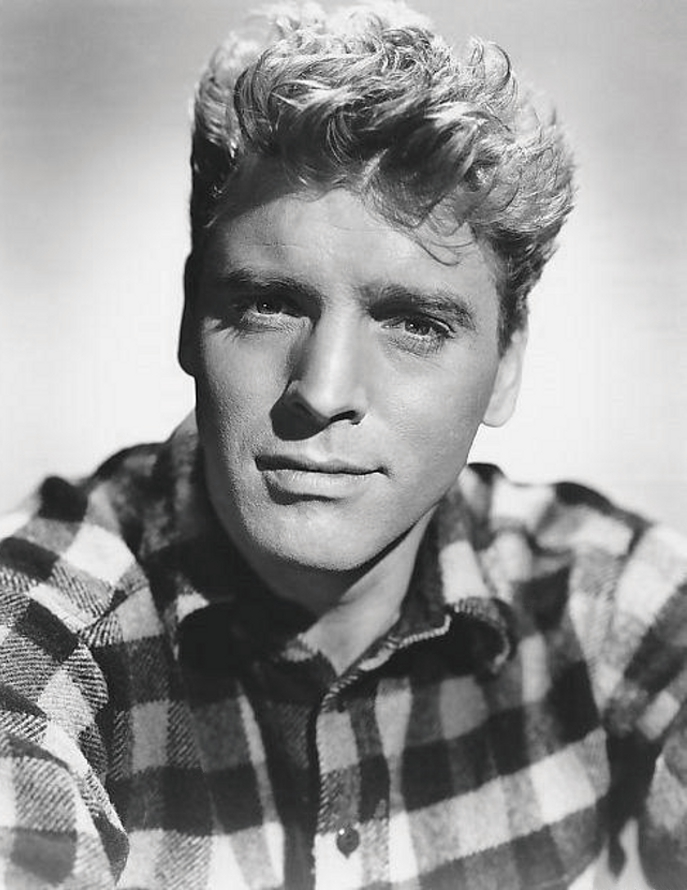
Burt Lancaster († 1994)

- 1976: Janusz Grabiański, polnischer Illustrator
- 1976: Andrée Viénot, französische Politikerin und Résistante
- 1977: Steve Gaines, US-amerikanischer Musiker
- 1977: Ronald Wayne Van Zant, US-amerikanischer Sänger
- 1981: Annot, deutsche Malerin, Kunstpädagogin, Kunstschriftstellerin und Pazifistin
- 1981: Mary Chase, US-amerikanische Schriftstellerin
- 1982: Anton Heidenreich, deutscher General
- 1983: Otto Olaussen Aasen, norwegischer Skispringer, Nordischer Kombinierer und Skilangläufer
- 1983: Merle Travis, US-amerikanischer Country-Musiker und Songwriter
- 1984: Carl Ferdinand Cori, österreichisch-US-amerikanischer Arzt, Physiologe, Biochemiker und Pharmakologe, Nobelpreisträger
- 1984: Paul A. M. Dirac, britischer Physiker, Nobelpreisträger und Mitbegründer der Quantenphysik
- 1984: Budd Johnson, US-amerikanischer Jazz-Saxophonist, Klarinettist und Arrangeur
- 1986: Fritz Hochwälder, österreichischer Schriftsteller
- 1987: Andrei Kolmogorow, russischer Mathematiker
- 1989: Katharina Heinroth, deutsche Zoologin und Direktorin des Berliner Zoos
- 1989: Daniel Marchand, französischer Autorennfahrer
- 1990: Colette Audry, französische Schriftstellerin, Dramaturgin und Drehbuchautorin
- 1990: Joel McCrea, US-amerikanischer Schauspieler
- 1992: Alexander Camaro, deutscher Maler
- 1992: Heinrich Klemme, deutscher Filmkaufmann und Filmproduzent
- 1994: Sergei Bondartschuk, russischer Schauspieler und Regisseur
- 1994: Burt Lancaster, US-amerikanischer Schauspieler
- 1995: Riccardo Carapellese, italienischer Fußballspieler und -trainer
- 1997: Henry Vestine, US-amerikanischer Gitarrist
- 1998: Gerhard Jahn, deutscher Politiker, MdB, Bundesminister
- 1998: Uwe Piontek, deutscher Fußballfunktionär
- 1998: Franz Tumler, österreichischer Schriftsteller
- 1999: Hans Georg Amsel, deutscher Entomologe

### 21. Jahrhundert

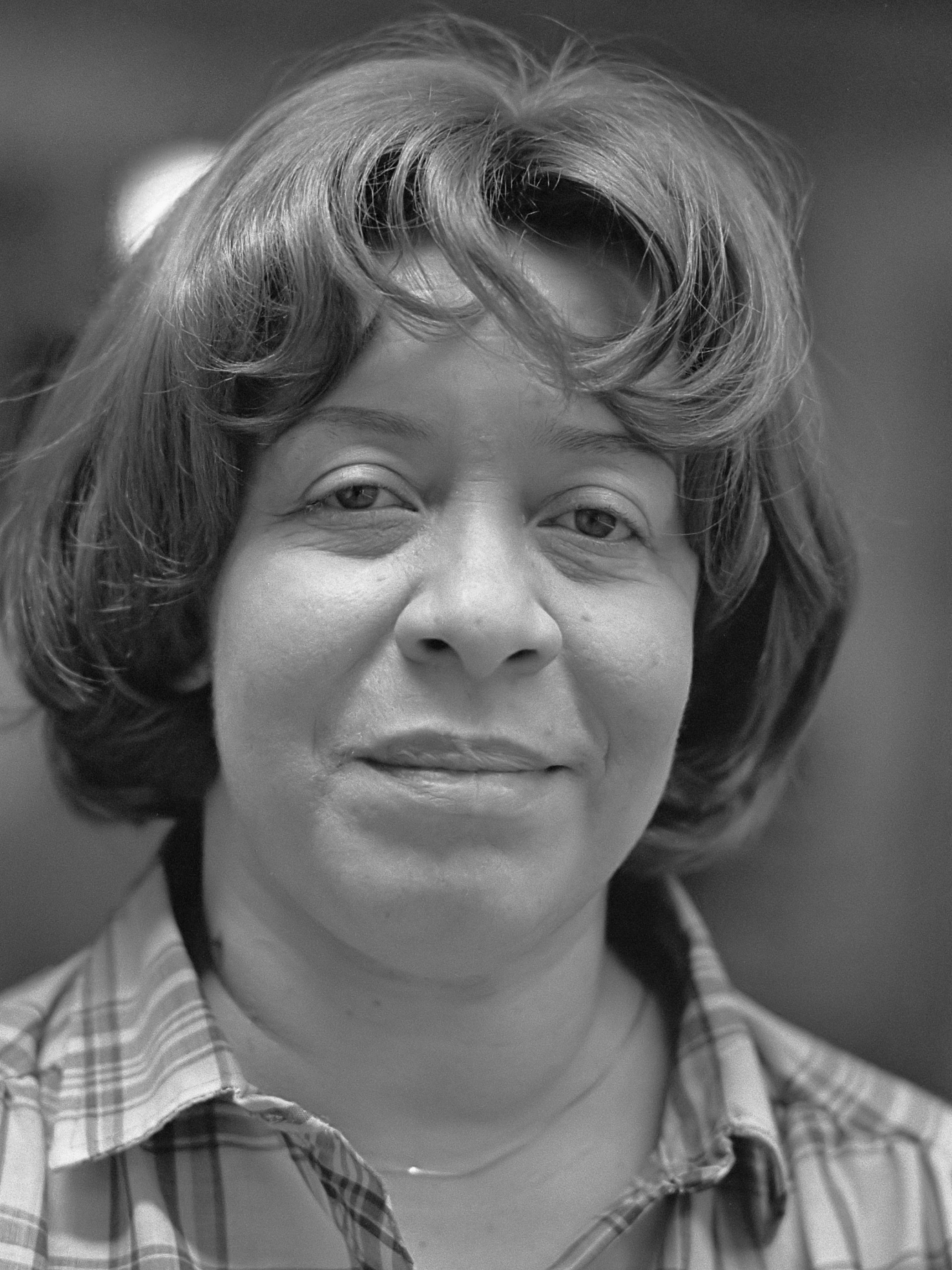
Shirley Horn († 2005)

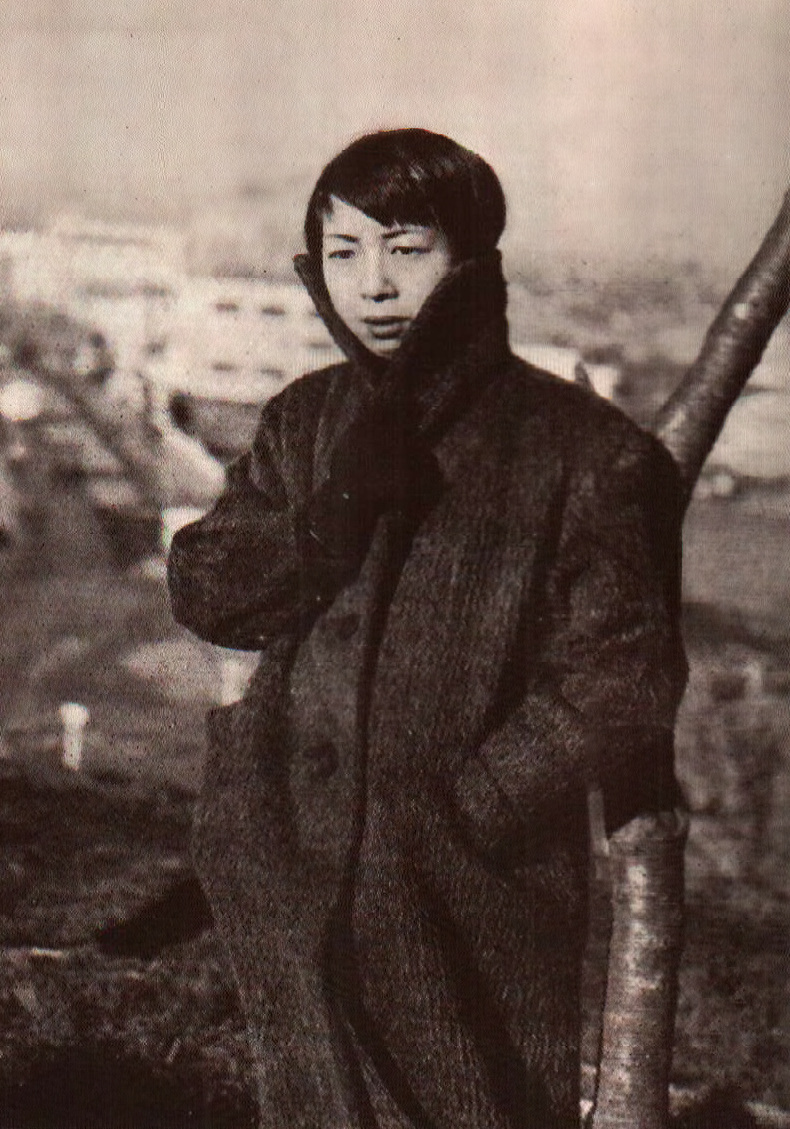
Yasuko Harada († 2009)

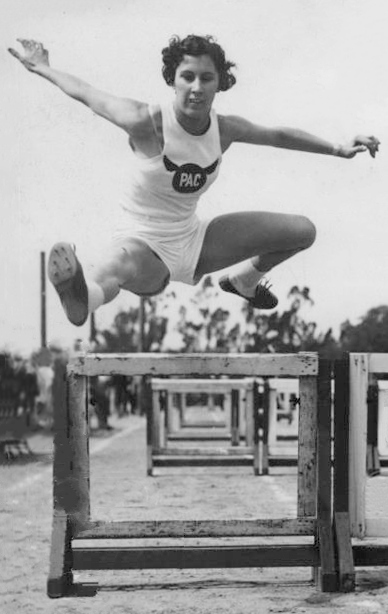
Simone Schaller († 2016)

- 2001: Philippe Agostini, französischer Kameramann
- 2003: Frank Rand, US-amerikanischer Unternehmer und Autorennfahrer
- 2004: Ursula Auerswald, deutsche Ärztin und Politikerin
- 2004: Weranika Tscharkassawa, belarussische Journalistin
- 2005: Dan Emil Anca, rumänischer Fußballspieler und -trainer
- 2005: Rudi Felgenheier, deutscher Motorradrennfahrer
- 2005: Jean-Michel Folon, belgischer Künstler, Grafiker und Illustrator
- 2005: Shirley Horn, US-amerikanische Jazzpianistin und Sängerin
- 2006: Ab’Aigre, Schweizer Comiczeichner
- 2006: Maxi Herber, deutsche Eiskunstläuferin, Olympiasiegerin
- 2007: Jürgen Graf, deutscher Hörfunkjournalist und Fernsehmoderator
- 2007: Siegfried Zoglmann, deutscher Politiker, MdL und MdB
- 2008: Emmanuelle Cinquin, belgisch-französische Ordensfrau (Mutter der Müllmenschen von Kairo)
- 2008: Pierre Sancan, französischer Pianist, Dirigent und Komponist
- 2009: Yasuko Harada, japanische Schriftstellerin
- 2011: Muammar al-Gaddafi, libysches Staatsoberhaupt, Oberst, Revolutionsführer und Diktator
- 2011: Mutassim Gaddafi, libyscher Sicherheitsberater und Sohn Muammar al-Gaddafis
- 2011: Claude Delarue, Schweizer und französischer Schriftsteller, Literaturkritiker und Verlagsmitarbeiter
- 2011: Peter Uebersax, Schweizer Journalist
- 2012: Edward Donnall Thomas, US-amerikanischer Mediziner und Nobelpreisträger
- 2013: Dimiter Gotscheff, bulgarischer Theaterregisseur
- 2013: Lawrence Klein, US-amerikanischer Wirtschaftswissenschaftler und Nobelpreisträger
- 2014: Gerd Bonk, deutscher Gewichtheber
- 2014: René Burri, Schweizer Fotograf
- 2015: Arno Gruen, deutsch-schweizerischer Psychoanalytiker und Schriftsteller
- 2016: Manfred Durban, Sänger von den Flippers
- 2016: Uwe Dreher, deutscher Fußballspieler und -trainer
- 2016: Simone Schaller, US-amerikanische Leichtathletin
- 2018: Wim Kok, niederländischer Politiker und Ministerpräsident
- 2021: Hans Haselböck, österreichischer Organist und Komponist
- 2021: Dragan Pantelić, jugoslawischer Fußballtorhüter
- 2022: Roland Hoffmann, deutscher Baseballspieler und -trainer
- 2022: Hans Otto Thiele, deutscher Jurist
- 2023ː Hiba Abu Nada, Palästinensische Dichterin und Romanautorin
- 2023: Haydn Gwynne, britische Schauspielerin
- 2024ː Helga Feldner-Busztin, österreichische Holocaust-Überlebende
- 2024ː Barbara Dane, amerikanische Musikerin, Musikproduzentin und Aktivistin
- 2024ː Raissa Marduchowna Kirsanowa, russische Kunsthistorikerin

## Feier- und Gedenktage
- Kirchliche Gedenktage
  - Karl Segebrock und Ewald Ovir, deutsch-baltische Missionare und Märtyrer (evangelisch)
  - Hl. Irene von Portugal (römisch-katholisch)
  - Hl. Wendelin, Abt und Schutzpatron (römisch-katholisch)

Weitere Einträge enthält die Liste von Gedenk- und Aktionstagen.